# Івано-Франківськ
Івано-Франківськ (МФА: [iˈʋɑn̪o frɐn̪ˈkiu̯sʲk] ( прослухати), до 1962 року у різні часи мало назви Станисла́вів, Станісла́в[⇨]) — місто в Україні, обласний центр Івано-Франківської області, районний центр та центр міської територіальної громади, економічний і культурний центр Прикарпаття. Один із трьох головних центрів історико-географічного регіону Галичина. Назване 1962 року на честь Івана Франка. Населення міста становить 227 827 осіб (2024).

## Назва

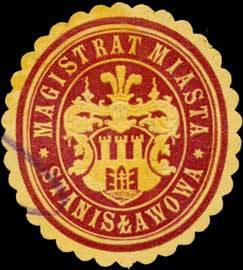
Печатка магістрату Станиславова.

Андрій Корнієнко виділяє таку періодизацію назв, залежно від приналежності міста до певних держав:
- від 1662 по 1772 — Станиславів (пол. Stanisławów, Річ Посполита).
- від 1772 по 1918 — Станислав (нім. Stanislau, Габсбурзька монархія, Австрійська імперія та Австро-Угорщина). Хоча у друкованих Шематизмах Львівської архиєпархії (1880-ті — 1900-ті)[10] та Станиславівської єпархії УГКЦ (1880-ті — 1910-ті)[11] часто місто називають Станиславôвъ, а в часописах зустрічається також назва Станіславів[12][13]
- 1918—1919 — Станиславів, Західноукраїнська Народна Республіка
- 1919—1939 — Станиславів, Польська Республіка[14].

У джерелах різних епох можна зустріти написання назви як «Станіславів» (через «і»).
- 1939 року радянська влада перейменувала місто на Станіслав, назва протрималася до 1962 року (див. нижче)[15].
- 7 квітня 1950 року голова виконкому Станіславської обласної Ради депутатів трудящих т. Кобзін та секретар обласного КП(б)У т. Петрик звернулись до тогочасного Голови Президії Верховної Ради УРСР М. С. Гречухи з пропозицією перейменувати Cтaніслав на Сталінськ-Прикарпатське. Пропозиція була відхилена[16].
- 10 листопада 1962 року з нагоди 300-річчя місто перейменоване на Івано-Франківськ[17] на честь Івана Франка.
- 2012 році директор Благодійної фундації ім. Короля Юрія Віктор Кімакович запропонував вернути стару назву міста:[18]«Думаю, що варто повернути попередню назву. Будь-яка назва — це сакральна річ, це спадщина, яку потрібно берегти. Тим більше, що родина Потоцьких, й, безпосередньо син Станіслав, в честь якого було названо місто, прислужилася до розвитку краю, до захисту європейської цивілізації від турецьких військ. Тому я вважаю, назва має бути відновлена.»
- 2017 року міський голова Івано-Франківська Руслан Марцінків відкинув будь-які дискусії про перейменування міста:«Назва „Івано-Франківськ“ відбиває сьогодні, хто тут панує. А панують тут українці[19].»У побуті часто вживається скорочена назва Франківськ або, рідше, іф, франик.

## Географія

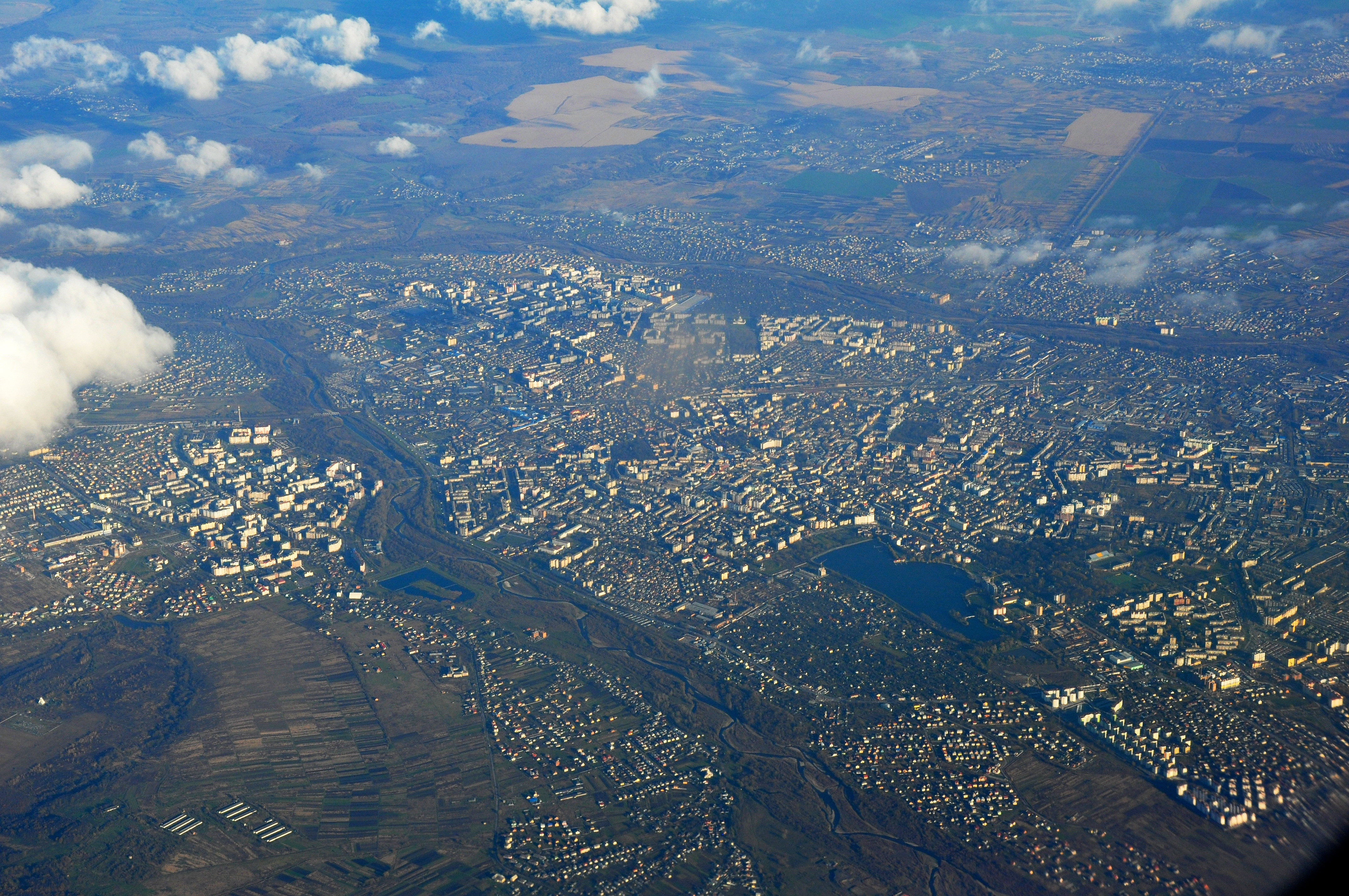
Краєвид з висоти 3 км

Івано-Франківськ розташований на Покутській рівнинній території південного заходу України у межиріччі Бистриці Надвірнянської та Бистриці Солотвинської. Територія міста становить 3,89 тис. га (0,3 % території області).

### Мікрорайони
| Арсенал   | Брати     | БАМ              | Будівельників |
| Вокзал    | Вовчинець | Гірка            | Городок       |
| Долина    | Вокзал    | Калинова слобода | Каскад        |
| Кішлак    | Княгинин  | Крихівці         | Майзлі        |
| Микитинці | Набережна | Опришівці        | Пасічна       |
| Позитрон  | Софіївка  | Тараканоград     | Центр         |
| Угорники  | Хриплин   |                  |               |

### Клімат
Клімат помірно континентальний. Середня температура: січня — −4 °C, квітня — +8 °C, липня — +19 °C, жовтня — +8 °C.
| Клімат Івано-Франківська (1949–2011)   | Клімат Івано-Франківська (1949–2011) | Клімат Івано-Франківська (1949–2011) | Клімат Івано-Франківська (1949–2011) | Клімат Івано-Франківська (1949–2011) | Клімат Івано-Франківська (1949–2011) | Клімат Івано-Франківська (1949–2011) | Клімат Івано-Франківська (1949–2011) | Клімат Івано-Франківська (1949–2011) | Клімат Івано-Франківська (1949–2011) | Клімат Івано-Франківська (1949–2011) | Клімат Івано-Франківська (1949–2011) | Клімат Івано-Франківська (1949–2011) | Клімат Івано-Франківська (1949–2011) |
| Показник                               | Січ.                                 | Лют.                                 | Бер.                                 | Квіт.                                | Трав.                                | Черв.                                | Лип.                                 | Серп.                                | Вер.                                 | Жовт.                                | Лист.                                | Груд.                                | Рік                                  |
| Абсолютний максимум, °C                | 20,0                                 | 20,9                                 | 29,0                                 | 28,2                                 | 32,2                                 | 33,9                                 | 37,1                                 | 37,2                                 | 34,0                                 | 29,0                                 | 22,1                                 | 19,1                                 | 37,2                                 |
| Середній максимум, °C                  | −0,5                                 | 1,5                                  | 6,6                                  | 13,8                                 | 19,4                                 | 22,3                                 | 24,2                                 | 23,8                                 | 19,2                                 | 13,6                                 | 6,6                                  | 1,1                                  | 12,5                                 |
| Середня температура, °C                | −4,2                                 | −2,6                                 | 1,7                                  | 8,2                                  | 13,6                                 | 16,8                                 | 18,6                                 | 17,9                                 | 13,4                                 | 8,0                                  | 2,7                                  | −2,1                                 | 7,6                                  |
| Середній мінімум, °C                   | −8,1                                 | −6,6                                 | −2,6                                 | 2,9                                  | 7,9                                  | 11,4                                 | 13,1                                 | 12,4                                 | 8,1                                  | 3,2                                  | −0,8                                 | −5,5                                 | 2,9                                  |
| Абсолютний мінімум, °C                 | −33,9                                | −31                                  | −25,3                                | −11,1                                | −3,9                                 | 0,5                                  | 5,8                                  | 0,8                                  | −4                                   | −14,2                                | −19,3                                | −35,7                                | −35,7                                |
| Норма опадів, мм                       | 26.3                                 | 35.5                                 | 34.5                                 | 55.1                                 | 78.4                                 | 91.6                                 | 101.0                                | 77.9                                 | 64.1                                 | 48.3                                 | 31.7                                 | 44.8                                 | 689.2                                |
| Днів з опадами                         | 19,6                                 | 18,0                                 | 18,4                                 | 13,1                                 | 13,6                                 | 13,2                                 | 11,3                                 | 8,7                                  | 11,4                                 | 11,7                                 | 13,8                                 | 17,7                                 | 170,5                                |
| Днів зі снігом                         | 14                                   | 13                                   | 9                                    | 3                                    | 0                                    | 0                                    | 0                                    | 0                                    | 0                                    | 1                                    | 7                                    | 13                                   | 60                                   |
| Вологість повітря, %                   | 83.4                                 | 80.5                                 | 74.9                                 | 68.0                                 | 70.2                                 | 73.2                                 | 74.6                                 | 75.4                                 | 78.5                                 | 80.9                                 | 84.8                                 | 86.6                                 | 77.6                                 |
| -------------------------------------- | ------------------------------------ | ------------------------------------ | ------------------------------------ | ------------------------------------ | ------------------------------------ | ------------------------------------ | ------------------------------------ | ------------------------------------ | ------------------------------------ | ------------------------------------ | ------------------------------------ | ------------------------------------ | ------------------------------------ |
| Джерело: Climatebase.ru та Weatherbase |                                      |                                      |                                      |                                      |                                      |                                      |                                      |                                      |                                      |                                      |                                      |                                      |                                      |

## Історія

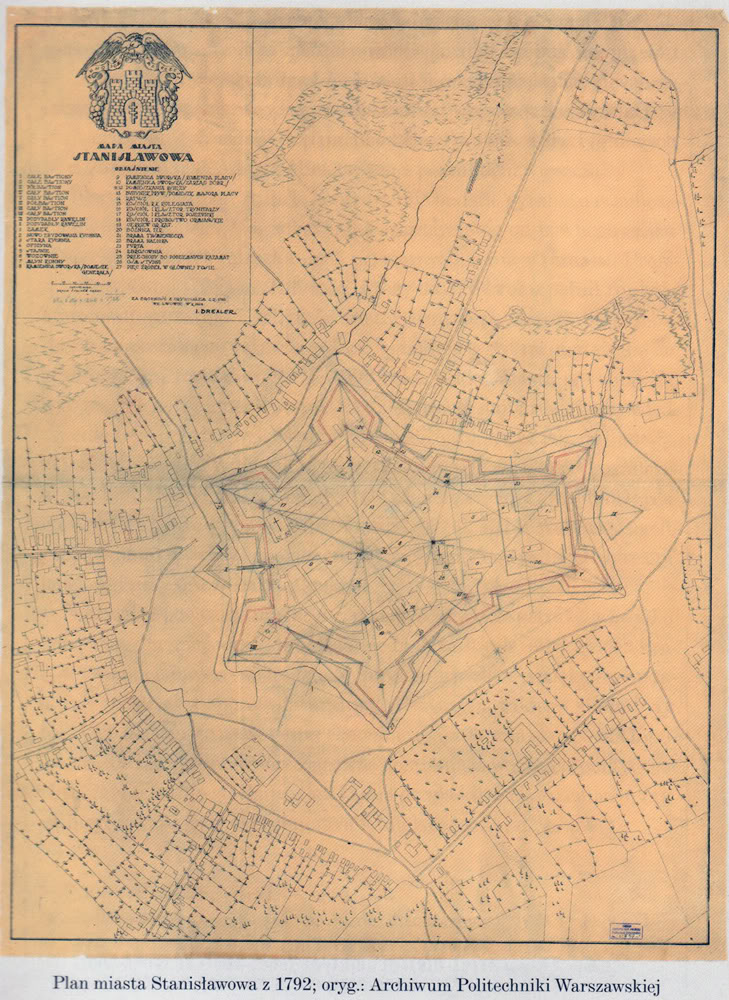
План міста Станиславів 1792 року.

### Річ Посполита

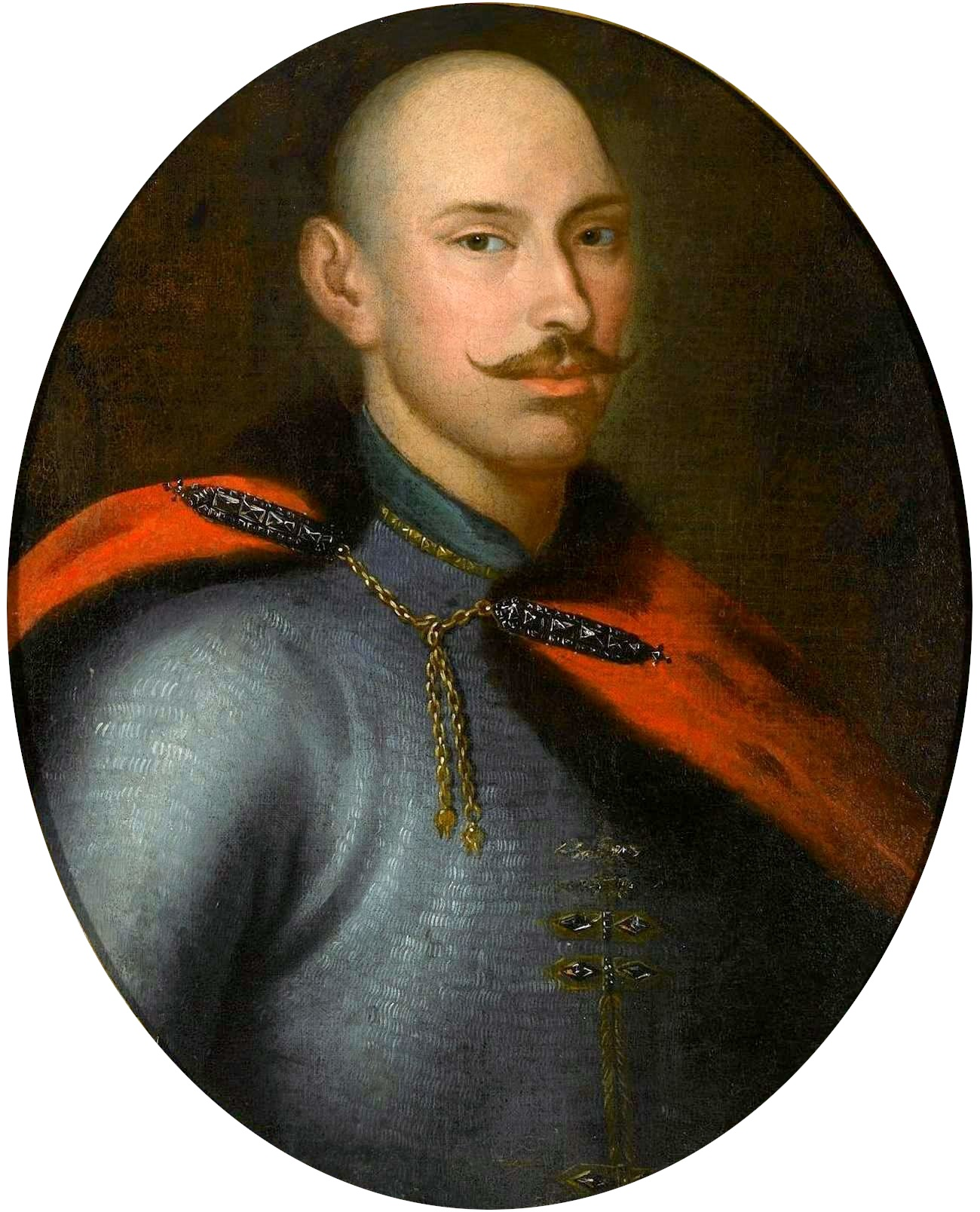
Андрій Потоцький, засновник міста.

У 1437 році указом короля Владислава засноване село Заболоття.
Дата заснування міста точно не визначена, проте достеменно відомо, що 1662 року Станиславів отримав магдебурзьке право. Цей рік і вважають офіційною датою заснування міста. Першою писемною згадкою про місто є 1662 рік.
4 листопада 1658 року галицький староста Андрій Потоцький викупив частину земель села Заболоття в родини Жечковських задля спорудження тут фортеці проти набігів кримських татар та свого опірного пункту на Галицькій землі. Війтом села Заболоття тоді був Бенедикт Андрушевський. Окрім будівництва фортеці Андрій Потоцький запропонував Андрушевському підняти село до статусу міста, заодно перейменувати його, оскільки назва, пов'язана з болотом, не пасувала статусу міста. Андрушевський погодився за умови збереження ним його попередніх привілеїв.
Місто одразу будувалося як могутня фортеця. Його територія була оточена спочатку дерев'яними, потім мурованими стінами, а ще земляним валом та широким ровом.
Місто-фортецю спорудили у 1661—1662 роках за короткий термін (5 місяців) за проєктом Франсуа (Франческо) Корассіні з Авіньйона у формі шестикутника з додатковими бастеями, редутами і фортом, що оточував власне замок Потоцьких. На вістрях шестикутника розташовувались бастіони — зовнішні додаткові п'ятикутні укріплення, що дозволяли здійснювати фланговий мушкетний обстріл уздовж стін. Поперечний розріз стін складав земляний вал (насип) завширшки 20—30 метрів, зміцнений ззовні дубовими колодами.
Одночасно з побудовою міста-фортеці А. Потоцький профінансував побудову на території міста фортеці католицької церкви. Як католик, він волів саме такою бачити провідну релігію у майбутньому місті. Потоцький вирішив перейменувати місто на честь Святого Станіслава, а католицьку церкву присвятив Діві Марії, Святому Станіславу та Святому Андрію. Святий Станіслав та Святий Андрій були особливими святими для Андрія Потоцького: Святий Станіслав був небесним покровителем його батька і сина, а Святий Андрій був небесним покровителем його самого та його діда.
8 травня 1662 на день святого Станіслава з'явилося на карті світу місто, назване його іменем — Станиславів.
Мав Станиславів дві потужні в'їзні брами: кам'яні Галицьку та Тисменицьку. Називалися брами за своїм розташуванням, що зрозуміло: з однієї вів шлях на Галич, з другої — на Тисменицю.
Станиславів починався з площі Ринок і ратуші, які збережені у видозміненому стані понині. Проєктування і спорудження міста велося за стандартами й нормами французької будівельної школи. Графічно-метрологічний аналіз структури та «коду» міської структури й сьогодні дає змогу вказати на її унікальність у Східній Європі. Мешканці міста складали постійний відсотковий паритет за національностями — українці, поляки, німці, євреї, вірмени.
14 серпня 1663 року король Ян II Казимир юридично підтвердив надання місту Станиславову магдебурзького права і затвердив герб міста у вигляді відчиненої брами із трьома вежами та хрестом-«пилявою» — гербом Потоцьких — у створі воріт.
У новому місті відразу ж з'явилася посада бургомістра міста Станиславова. Потоцький пам'ятав свої домовленості, і тому посприяв, що першим бургомістром Станиславова до смерті був Бенедикт Андрушевський (до своєї смерті). Надалі усі подальші бургомістри Станіславова були виборні.
1665 року завершено будівництво дерев'яного вірменського костьолу, спорудженого на кошти А. Потоцького і пожертвування багатих вірменських купців. 1666 року закінчено будівництво першої дерев'яної міської ратуші. Населення міста різко зросло від приходу вірмен, які прийняли католицьке віросповідання. 4 січня 1667 року А. Потоцький видав письмовий привілей на заснування в місті вірменської громади й управи. Прийнятим 1 квітня 1667 року королівським універсалом вірменам гарантувалося право проживання в місті.
1668 року А. Потоцький дозволив українській громаді звести церкву й заснувати при ній братство, школу і будинок для старих. Збудовано лікарню. Остаточно сформувалося розселення різних громад на території фортеці: українці та поляки мешкали у північно-східній частині міста, вірмени — у південній, євреї — у західній.
За привілеєм А. Потоцького 15 квітня 1669 року парафіяльну церкву реорганізовано в колегіату Яна Тарновського — львівського архієпископа РКЦ, і при ній відкрили Академію (духовну школу), яку вважали філією Краківського університету.
1672 року закінчено часткову перебудову Станиславівської фортеці: дерев'яні укріплення замінено на муровані, збудовано з каменю в'їзні брами в місто — Галицьку і Тисменицьку вежі. Рештки фортечної стіни залишилися нині по Фортечному провулку. Того ж року фортеця була настільки сильною, що змогла зупинити османську армію, витримавши тривалу облогу.
З самого початку виникнення міста та з наданням магдебурзького права були створені і розвивались окремі ремісничі цехи, що об'єднували спочатку будівничих, торгівців, ковалів, інші дрібні ремесла, сприяли виникненню нових галузей. До середини XVIII ст. існувало 20 цехів — шевські, кравецькі, візницькі, кушнірські, римарські, котлярські, пушкарські. Однією з домінантних галузей була обробка шкіри, сап'янове виробництво й обробка та виготовлення екзотичних «перських виробів». Активна зовнішня торгівля підтримувалася високим рейтингом ярмарок худоби. Гуртові партії переправлялись через Станиславів до Європи.
7 серпня 1764 року — після бомбардування (було пошкоджено, зокрема, теперішній Собор Святого Воскресіння), тривалої облоги місто окупували московити, наклали контрибуцію, пограбували міські запаси; пішли звідси 5 жовтня 1764 року до Львова.
У XVIII—XIX ст. місто було значним торгово-ремісничим осередком Польщі, а від 1772 року — імперії Габсбургів (від 1804 — Австрійської імперії, від 1867 — Австро-Угорщини).

### Австрійський період та Перша світова війна

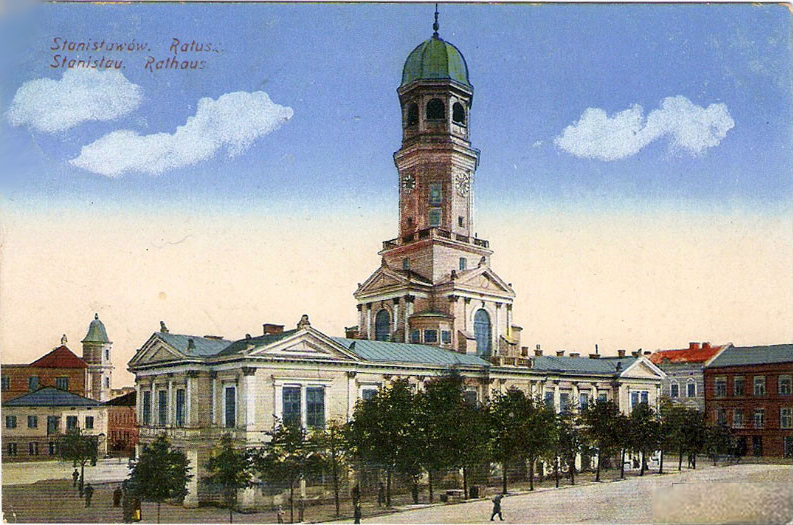
Третя ратуша (початок XX ст.)

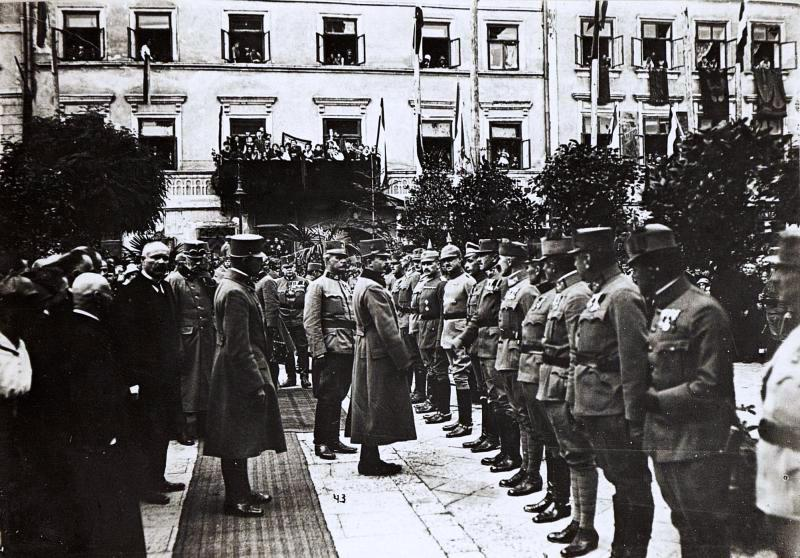
Карл I (імператор Австро-Угорщини) відвідує місто. 29.07.1917.

Громадське життя сколихнула революція 1848 року. У Станиславові створено «Руську раду» поряд із польською, організовано загін Національної гвардії, почала виходити перша газета. До новоствореного парламенту було обрано депутатів-українців.
Друга половина XIX століття відзначена швидким розвитком промислових відносин, створенням підприємств. Чималий поштовх цьому дало прокладення залізниці 1866 року: тоді ж беруть початок локомотиворемонтний завод, лікеро-горілчане об'єднання, шкірфірма «Плай».
1884 року відома громадська діячка й письменниця Наталя Кобринська провела у місті установчі збори «Товариства руських женщин» (пізніша назва — Союз українок). Цим був покладений початок організованому жіночому рухові в Україні.
1905 року було відкрито Станіславську українську гімназію.
Під час Першої світової війни у 1915—1916 роках за місто точилися жорстокі бої. Частину історичної забудови міста було зруйновано — і відновлено вже у новітніх архітектурних формах.

### Західноукраїнська Народна Республіка

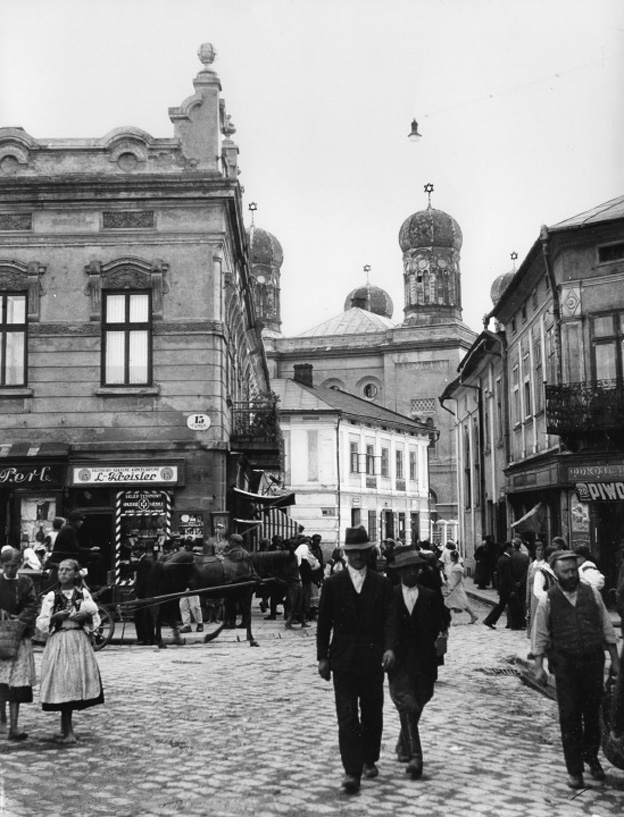
Синагога та прилегла площа наприкінці XIX століття.

Після розпаду Австро-Угорщини 1918 року було створено Західноукраїнську Народну Республіку. Станиславів з 1 січня по травень 1919 року був її тимчасовою столицею. На другий день після ухвалення такого рішення відбулося перше засідання Української Національної Ради ЗУНР, яке провів її президент Євген Петрушевич.
Упродовж цього періоду:
- 3 січня 1919 р. схвалено Акт Злуки
- прийнято закони:
  - про мови — 1 лютого
  - про шкільництво — 13 лютого
  - про громадянство — 8 квітня
  - про введення з 1 травня 8-годинного робочого дня (1 травня було встановлено святом робітників)
  - про земельну реформу — 14 квітня[27].

Тоді тут побували такі визначні українські діячі, як Михайло Грушевський, Володимир Винниченко, Симон Петлюра, Євген Коновалець.
В середині травня під натиском переважаючих сил польської армії генерала Галлєра Українська Галицька Армія відступила за Збруч і уряд ЗУНР залишив місто. Наприкінці травня 1919 року Станиславів зайняли польські війська. 11 червня 1920 року до міста приїхала представницька делегація країн Антанти, щоб підписати меморандум про приєднання Східної Галичини до ІІ Речі Посполитої. 23 грудня того ж року Станиславів став центром новоутвореного воєводства.

### Польська Республіка

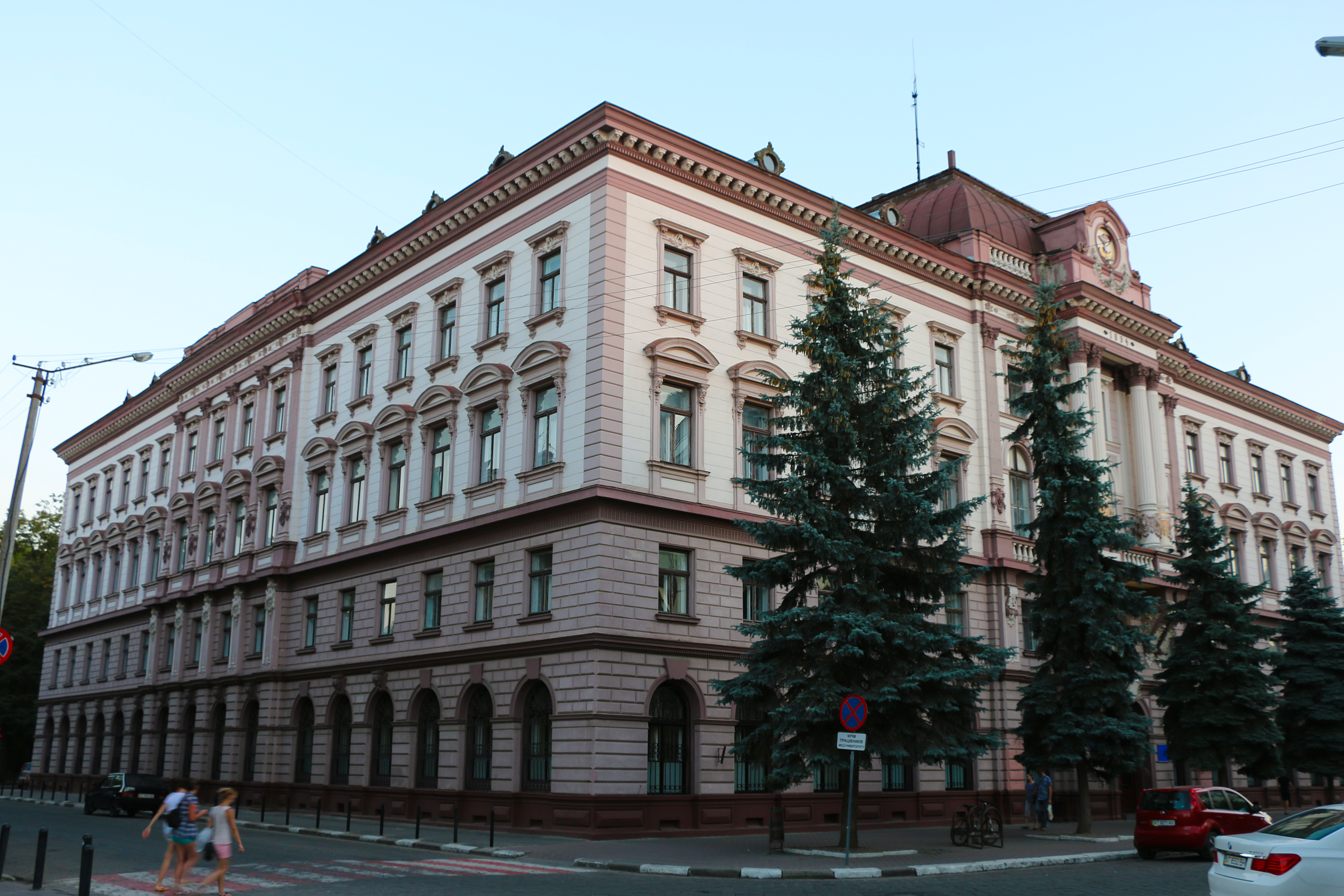
Австрійська дирекція залізниці, пізніше — Адміністративний будинок Станіславського воєводства. Зараз — головний корпус ІФНМУ.

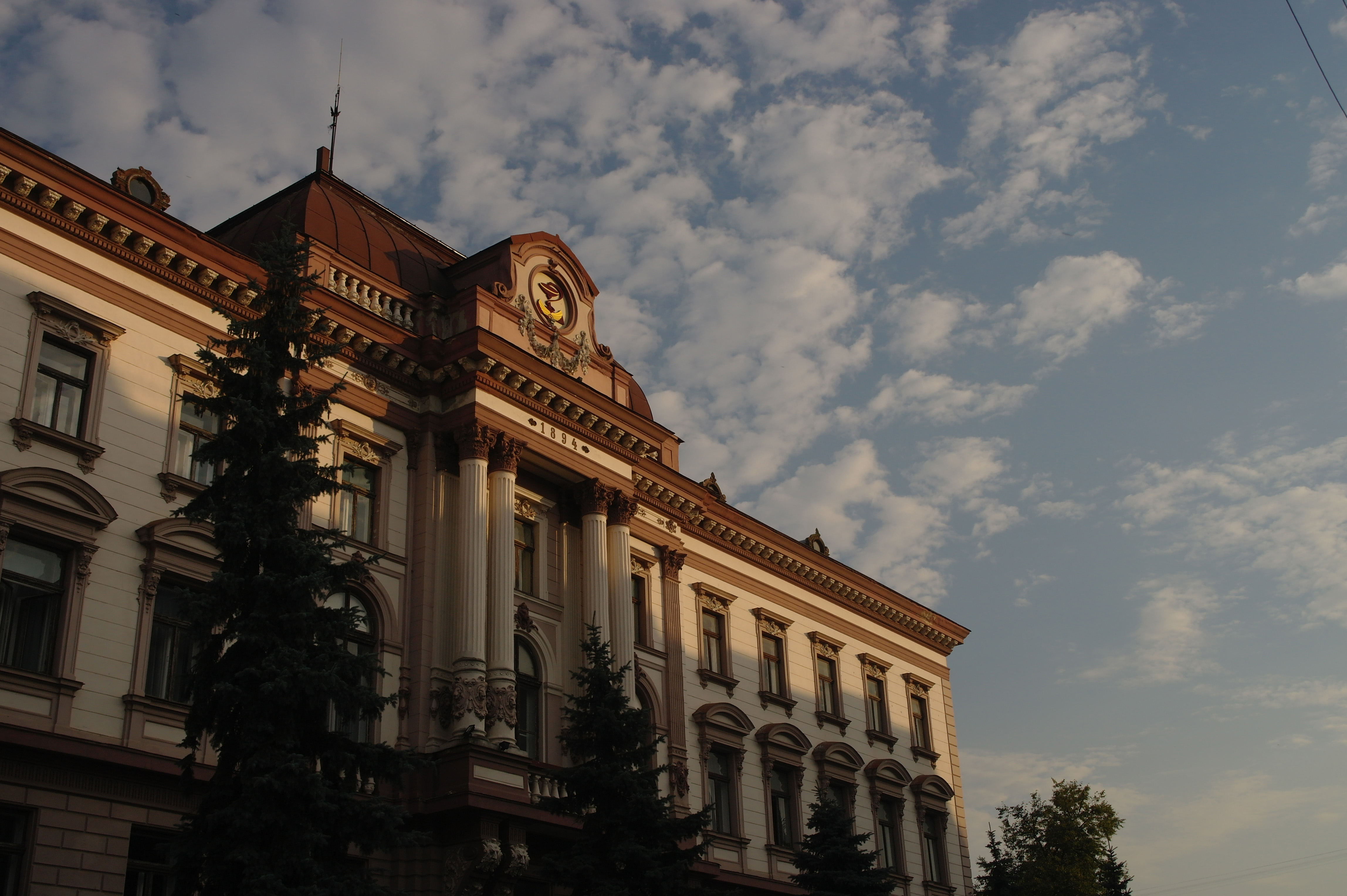
Австрійська дирекція залізниці, пізніше — Адміністративний будинок Станіславського воєводства. Зараз — головний корпус ІФНМУ.

З 1919 до 1939 рр. перебував у складі Польщі. 1924 року населені пункти Княгинин-Село та Княгинин-Колонія були приєднані до Станіслава, внаслідок чого територія і населення міста кількаразово зросли.
1 січня 1925 року населення Станіславова подвоїлось, а площа зросла в кілька разів шляхом приєднання села Княгинин і частин сіл Угорники, Микитинці, Опришівці, Крихівці, Загвіздя і Пасічна. 1930 введена до експлуатації Станиславівська електростанція, від початку роботи якої веде свою історію ВАТ «Прикарпаттяобленерго».
17 вересня 1939 року, протягом Другої світової війни, відповідно до пакту Молотова — Ріббентропа західноукраїнські землі анексуються СРСР; до міста входять частини Червоної армії.

### Радянський період

#### Друга світова війна
З кінця вересня 1939 року по червень 1941 року Станиславів — у складі Радянського Союзу. Цей період відзначався репресіями проти населення, апогеєм яких став таємний розстріл працівниками НКВС в'язнів та підозрюваних, що перебували у Станиславівській в'язниці на момент війни проти СРСР. Тіла їх поховано у спільній могилі в урочищі Дем'янів Лаз біля міста. 1989 року в урочищі були проведені розкопки та віднайдено рештки 586 осіб: у більшості жертв — кульові отвори у потилиці. На перепоховання зібралося близько 300 тисяч українців. В урочищі Дем'янів Лаз відкрито меморіальний комплекс, регулярно проводяться поминальні богослужіння.
Під час Другої світової війни місто три роки (1941—1944) було під нацистською окупацією. 22 червня 1941 місто було зайнято угорськими військами. 1 серпня 1941 року Станіслав разом з усією Галичиною увійшов до складу Генерал-губернаторства.

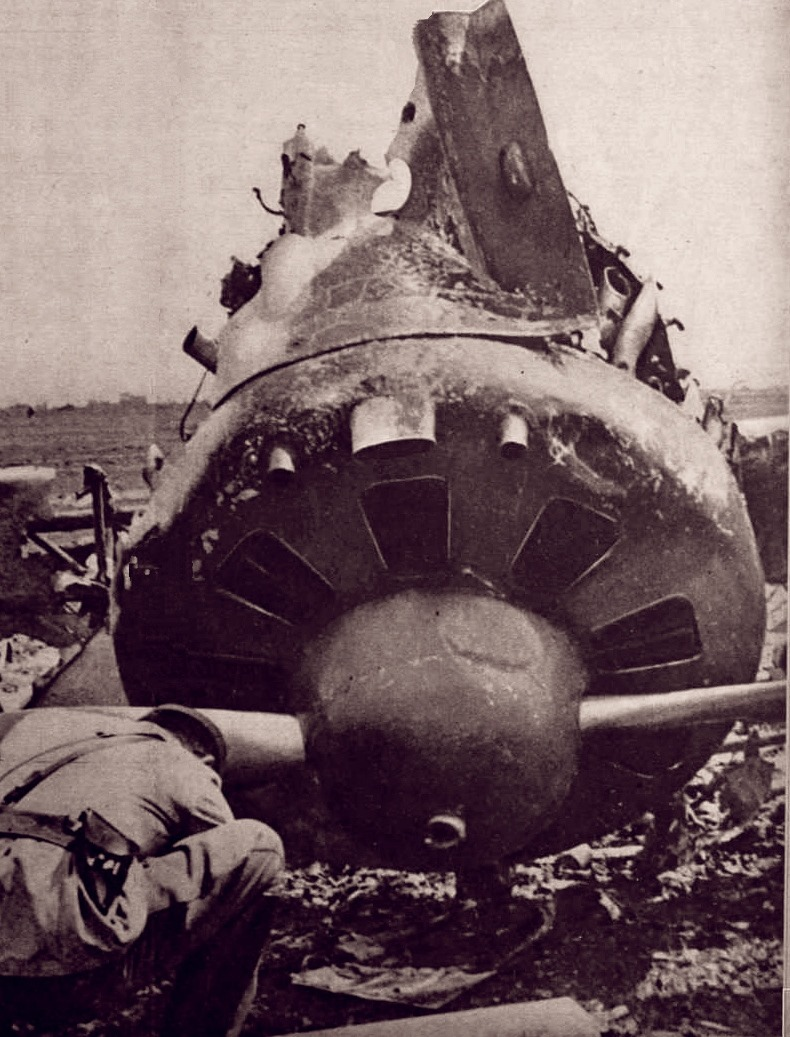
Знищений радянський літак на Станіславському летовищі
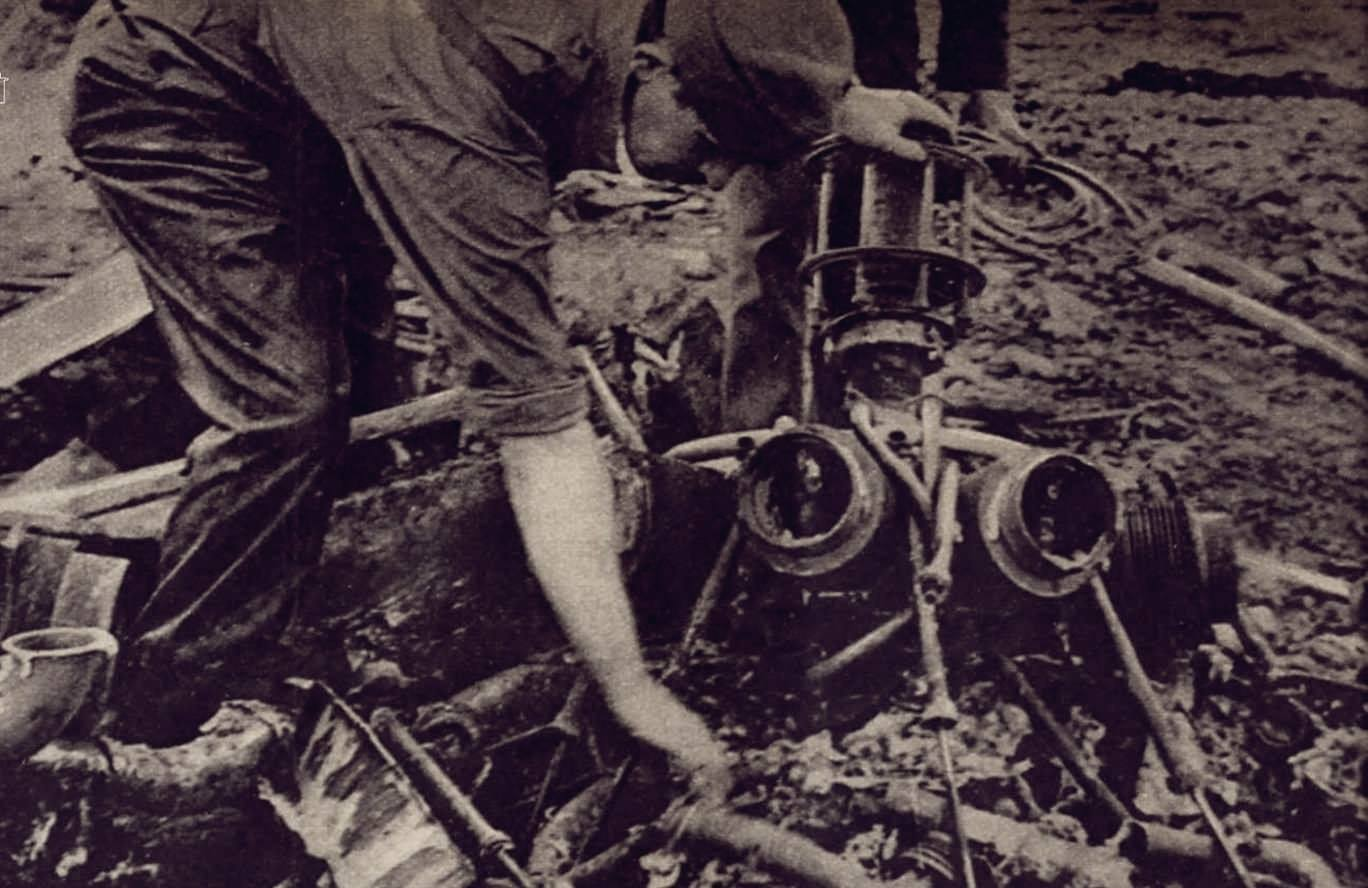
Місцеві жителі/військові оглядають знищену радянську авіацію
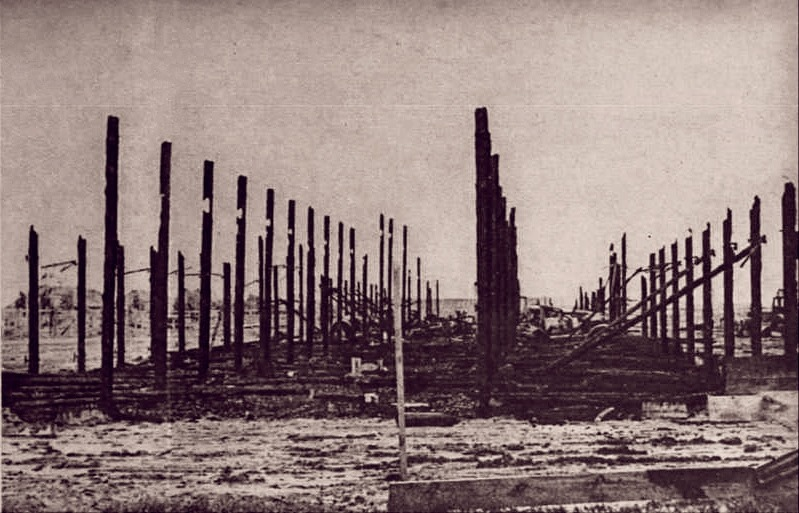
Знищена інфраструктура Станіславського летовища

Почалися масові вбивства єврейського населення міста. 12 жовтня 1941 року під час так званої «кривавої неділі» було розстріляно близько 10—12 тис. євреїв над поспішно викопаними масовими могилами на єврейському цвинтарі. Для вцілілих 20 000 євреїв через два місяці було офіційно створено Станіславівське гетто, а 20 грудня 1941 року його було обнесено стінами. У лютому 1943 року гетто було офіційно закрито з огляду на те, що в ньому більше не залишилося євреїв.
17 листопада 1943 року, під стінами станиславівської синагоги німці розстріляли 27 українців. Більшість із них затримали напередодні, під час облави в міському театрі, де давали оперету «Шаріка». Згодом, вулиця дістала назву Страчених.
За документами Національної державної комісії з розслідувань злодіянь німецько-нацистських окупантів (НДК) загальна кількість загиблих у місті становить 128 272 особи, з них 127 352 євреїв, хоча дані цифри стосуються не тільки міста, а всієї області загалом.
27 липня 1944 року місто було зайняте радянськими військами в ході Львівсько-Сандомирської наступальної операції (13 липня — 29 серпня). Одразу після зайняття 1944 року почалося відновлення зруйнованого господарства міста, підприємств і залізниці.

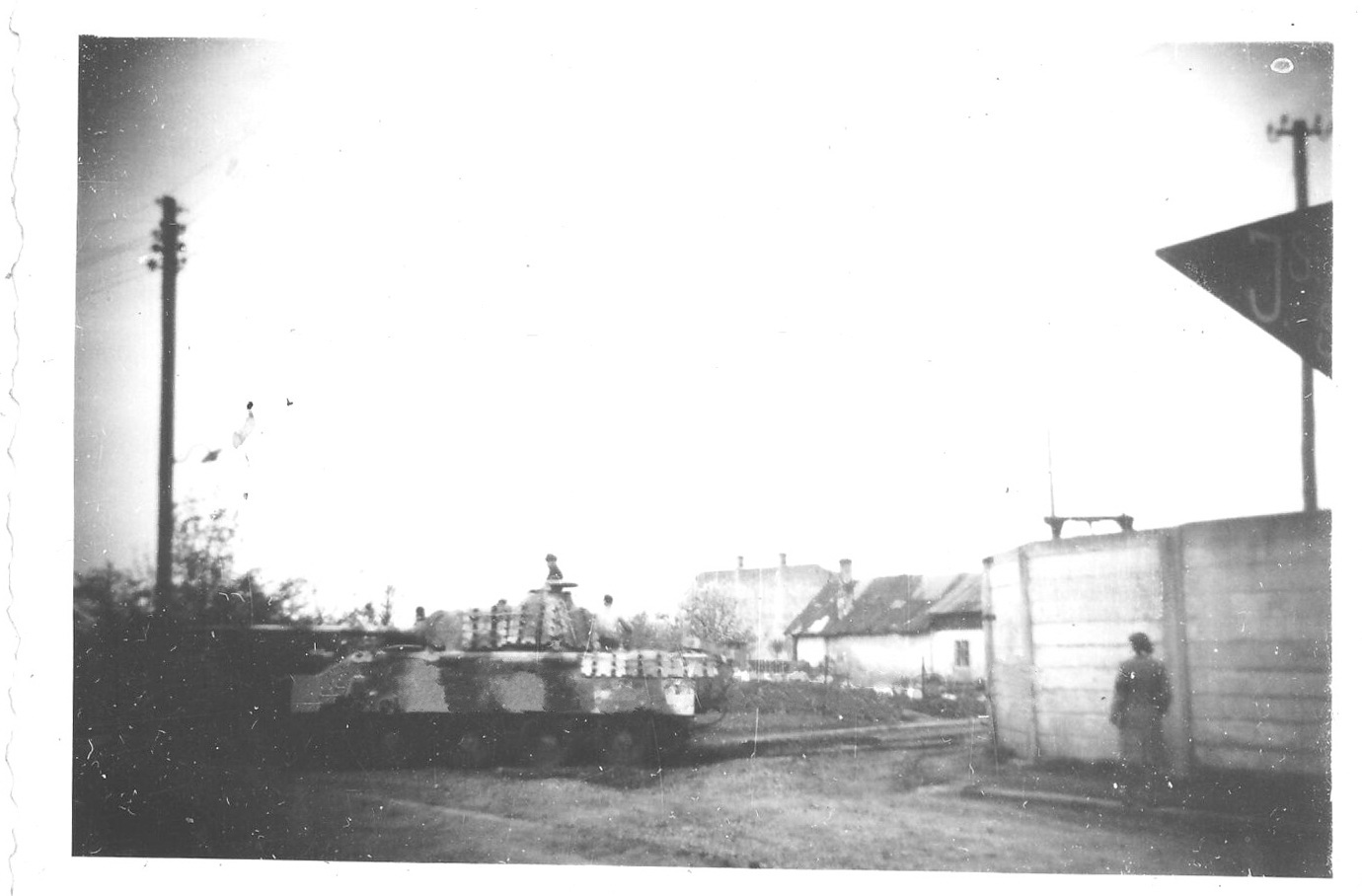
Німецький танк 'Пантера' у Станіславі, 1944

 На відео-хостинг платформі YouTube виклана відео-хроніка після звільнення міста, знята генерал-майором Федотовим.
На території області під час кровопролитних бөїв за її звільнення полягли біля 16 тисяч радянських воїнів 31 національності.

#### Повоєнні роки
1959 року населення міста складало 66 тис. жителів, а 1971 року — вже 110 тис. жителів.
1962 року місто відзначило своє 300-річчя: його було перейменовано на честь видатного письменника та громадського діяча Івана Франка, який неодноразово тут побував, мав добрих друзів, писав і читав свої твори. Спочатку планувалось дати місту назву «Франківськ» але керівництво в Москві відхилило цей варіант через те, що ця назва могла асоціюватися з тогочасним іспанським диктатором Франсіско Франко, тому для уточнення який саме Франко мається на увазі, до нової назви міста додали частину з ім'ям Івана Франка.
Іванофранківці, разом з усіма мешканцями Галичини, активно брали участь у демократичних перетвореннях України 1990 рр., провели декомунізацію міста. Національні синьо-жовті прапори піднялися над містом уже у квітні 1990 року, а на референдумі 1991 року громадяни масово проголосували за незалежність України.

### У незалежній Україні
Держстат опублікував інформацію про 2001 рік, згідно з якою Івано-Франківщина стала однією з найбільш україномовних областей. Дані отримувалися під час опитування населення 2001 року в різних населених пунктах. Жителі кожної з областей вказували свою рідну мову, Івано-Франківську — у лідерах серед україномовних жителів.

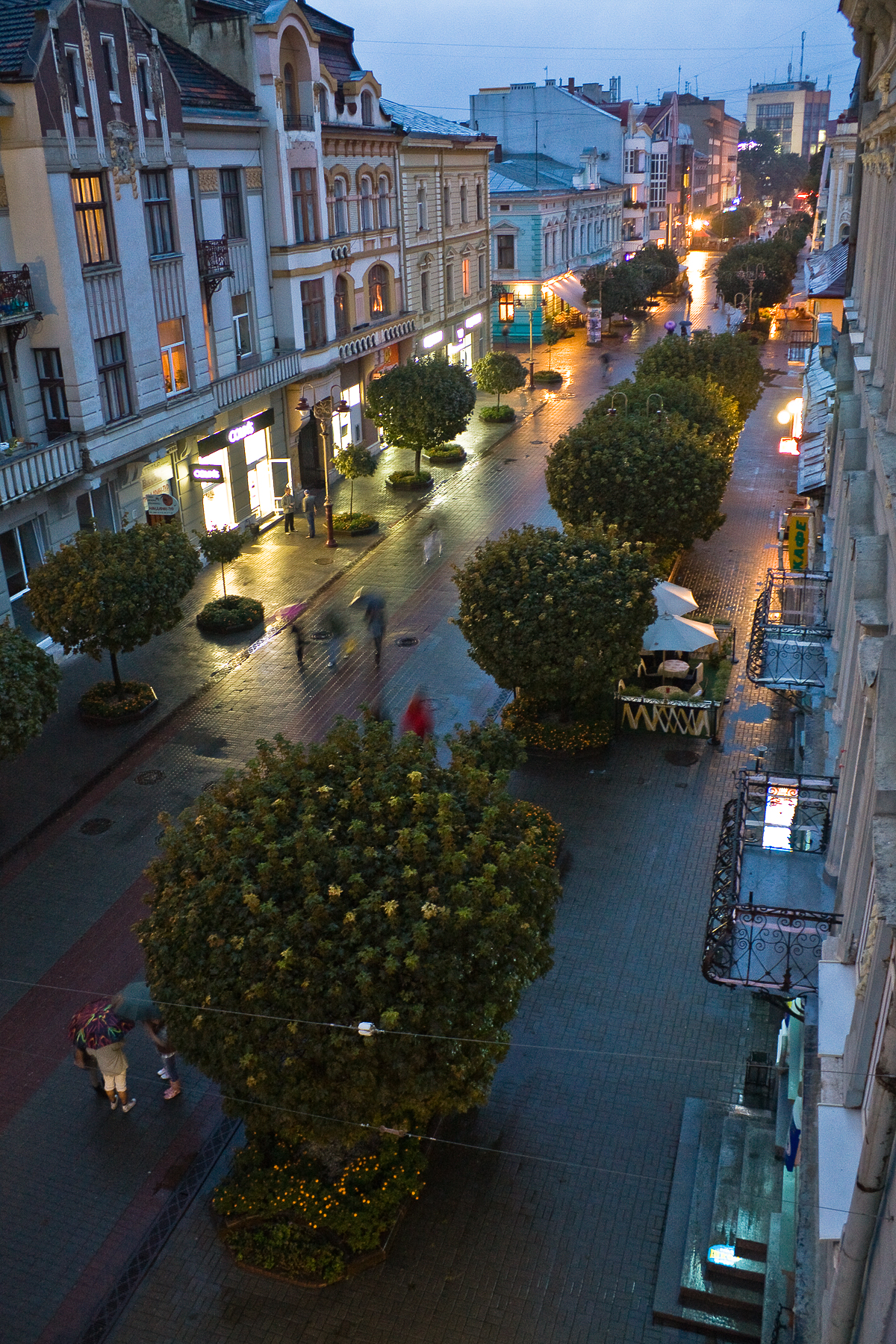
Пішохідна частина вулиці Незалежності (стометрівка)

Мешканці міста були активними учасники протестів Помаранчевої революції та Революції гідності. 21 листопада 2013 року, одночасно з мешканцями Донецька, Львова, Ужгорода та інших міст України, франківчани виходять на мітинги на підтримку Євромайдану. 25 листопада студенти Івано-Франківська оголосили вимогу щодо відставки міністра освіти та науки Дмитра Табачника, скасування платних послуг у закладах вищої освіти, і дотримання положення про цілодобовий доступ студентів до гуртожитків. 30 листопада, за інформацією тернопільської газети «За Збручем», на західні області України виїхали автобуси із «Беркутом» з Криму та з Києва. 1 грудня 2013 року в центрі міста пройшло велике віче, у якому взяло участь 15 тисяч осіб.

#### Російсько-українська війна
З початком повномасштабного російського вторгнення в Україну місто зазнає обстріли з боку російських окупантів. У перший день, 24 лютого, російські війська завдали ракетного удару по військовому аеродрому в Івано-Франківську, внаслідок чого загорівся склад з паливно-мастильними матеріалами. 11 березня російські війська завдали ракетного удару по цивільному аеропорту Івано-Франківська, причому під час обстрілу не спрацювала сирена повітряної тривоги. Унаслідок обстрілу значно постраждала інфраструктура аеропорту. За попередніми даними, людських жертв під час цього обстрілу не було. Міський голова Івано-Франківська Руслан Марцінків рекомендував мешканцям міста, які живуть неподалік аеропорту, переселитися на час війни у безпечніше місце, оскільки існує імовірність повторних обстрілів міста. 13 березня аеропорт знову піддався російському удару.
Станом на 28 квітня 2023 року на цій війні загинуло декілька десятків осіб, уродженців міста Івано-Франківська.
З 2014 року і початку Війни на Донбасі до Івано-Франківська та області переселилося більше 5000 вимушених переселенців з районів активного ведення бойових дій. Станом на 12 квітня 2022 року прихисток у місті та регіоні знайшло близько 45 000 людей з небезпечних територій. Також до Івано-Франківська переїхала низька підприємств та закладів, зокрема Луганський державний університет внутрішніх справ імені Едуарда Дідоренка, Запорізький завод кольорових металів, Херсонський державний університет та інші.

## Відпочинок

### Парки
Міський парк культури ім. Т. Г. Шевченка — розташований між вулицями Гетьмана Мазепи та Чорновола. Відповідно до Закону України «Про природно-заповідний фонд України» є пам'яткою садово-паркового мистецтва місцевого значення.
Площа — 24 га.
Парк на Молодіжній
Цей сквер був закладений радянською владою у 1950-х. Це друга за розміром зелена зона в місті, після парку Шевченка.
Парк воїнів-визволителів (Піонерський парк).
У цієї території складна історія. Раніше тут продавали худобу, поки у 1920-х ринок худоби не перенесли. Місце залишалось вільним до кінця 1930-х, коли його перейменували на парк маршала Ридз-Смігли. Повноцінним парком його вже зробила радянська влада, яка назвала його Піонерським. В кінці 1980-х його перейменували на честь Воїнів-інтернаціоналістів, які брали участь в Афганській війні. А вже за незалежності він став парком воїнів-визволителів.

### Сквери
Сквер біля Вічевого майдану
Сквер вже майже сто років є однією з частин Вічевого майдану, між фонтаном та вулицею Мазепи. Цей сквер був відкритий у 1827 році і назвали Краттерівкою. Краттерівка була першим громадським парком у місті.
Сквер біля медичного університету
У 2012 році на центральній клумбі скверу встановили пам'ятник Руській трійці (Якову Головацькому, Маркіяну Шашкевичу та Івану Вагилевичу) — між іншим, перший в Україні. Ініціатором спорудження пам'ятника був історик і краєзнавець Богдан Гаврилів.
Сквер на Валах.
Нинішнього вигляду сквер набув у 2001 році. Але взагалі цей сквер — пам'ять про колишні оборонні вали та бастіони станіславської фортеці.
Під час будівництву палацу (який розташований поблизу) поруч насипали величезні вали — щоб підняти будівництво над іншими будівлями міста. На валах шириною 30 метрів височіли два бастіони, які були оточені високими дубовими стінами. Проте коли в XIX столітті нова австрійська влада вирішила знести стіни фортеці, аби розширити місто, на вивільненій території розбили новий міський сквер, що тоді називався Гетьманські вали.
Сквер на вулиці Ґрюнвальдській.
Сама вулиця була закладена у 1908 році для того, щоб скоротити шлях від вокзалу до центру міста. Свою назву вона отримала за два роки на честь 500-річчя перемоги у битві 1410 року польсько-литовсько-русинської армії над хрестоносцями під Грюнвальдом.
Частиною цієї вулиці є сквер, який оновили у 2019 році. Тут облаштували територію, замінили покриття та встановили нові освітлення та лавочки.
Сквер на вулиці Страчених Націоналістів
Сквер відкрили у 2012 році, під час святкування 350-ї річниці міста. Тоді ж тут звели пам'ятник першій українській церкві у місті, яка раніше знаходилась на цьому місці.
Сквер Слави.
Колись сквер мав назву Повиставова площа. У 1875 році на цій площі відбувалась сільськогосподарська виставка, потім там виступали мандрівні театри і цирки-шапіто. Після Другої світової війни ця територія перетворилась на щось середнє між пустирем та закинутим садом.
У 1946 році радянська влада вирішила відкрити тут меморіальний комплекс в пам'ять про солдатів, які загинули під час війни. Частиною цього комплексу є й братські могили солдатів: після завершення війни їх перепоховали тут, хоча перед цим захоронення були розкидані по місту. Територію реконструювали в 1967 році, тоді ж тут і з'явилась скульптура матері з двома дітьми.
Сквер на вулиці Євгена Коновальця.
Сквер облагородили в 2012 році: тоді тут встановили пам'ятник засновнику ОУН Євгену Коновальцю, а також лавочки та вуличне освітлення.
Сквер Героїв Чорнобиля
У 2014 році в сквері відкрили пам'ятник «І мертвим, і живим, і ненародженим чорнобильцям Прикарпаття».
Сквер «Первоцвіт»
Цього скверу могло й не бути, адже ця ділянка на Пасічній ризикувала бути забудованою. Проте через активну участь мешканців сквер вдалось зберегти, і в 2016 році його добряче оновили і заново відкрили.
Проте «Первоцвіт» є не просто красивим місцем, але й осередком активного відпочинку. Прокладені алеї ідеально підходять для прогулянок, скандинавської ходьби чи для бігу. Облаштовані спеціальні зони для занять спортом, наприклад, футбольне та волейбольне поле, тенісний стіл. сквер.
Сквер неподалік залізничного вокзалу сформувався у 1920-30-х роках. Раніше тут стояли двоповерхові кам'яниці.

## Адміністрація
Перший війт українсько-польського магістрату — Бенедикт Андрушовський, який до того був війтом села Заболоття. Казимир Мільбахер — староста (крайсгауптман) у місті в 1833—1838 роках. 1867 року Станиславів став повітовим центром, коли в австрійський період міські ради обирали бургомістрів:
- Антоні Суханек (1867—1868)
- Іґнацій Камінський (1870—1888)
- Валерій Шидловський (1889—1896)
- Артур Німгін (1896—1919)

Бурмістри міста міжвоєнного періоду польського панування:
- Міхал Ференсєвич (1919—1921)
- Станіслав Теодорович (1921—1923)
- Теофіл Зайдлер (1923)
- Влодзімеж Домбровський (1924)
- Вацлав Хованець (1924—1935)

Президенти міста:
- Здіслав Стронський (1935—1937)
- Францішек Котлярчук (1937—1939)

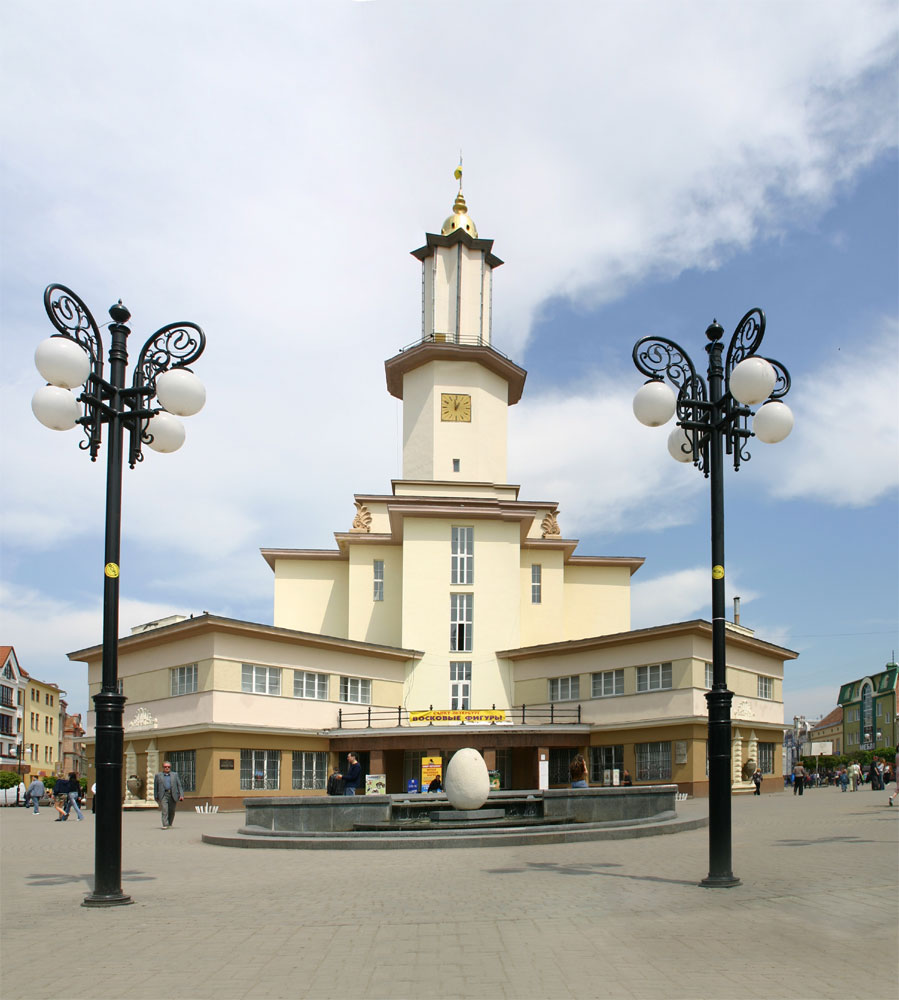
У міській ратуші працює краєзнавчий музей.

У 1939 році Станіслав під час радянської окупації став обласним центром і з вересня до грудня 1939 року було призначено тимчасове управління міста, головами якого були в жовтні-листопаді 1939 року Чучукало Василь Данилович, у листопаді-грудні 1939 Безкровний Юхим Степанович, а з 20 грудня і до початку війни головою виконавчого комітету міської ради був Іванов Петро Степанович. 1-м секретарем Станіславського міського комітету КП(б)У працював Груленко Михайло Васильович.
У роки німецької окупації посадником міста став професор Іван Голембйовський (1941—1944).
1-і секретарі Станіславського-Івано-Франківського міського комітету КП(б)У—КПУ (1944—1994):
- Михайло Слонь (1944—1949)
- Пилип Щербак (1949—1950)
- Сергій Єремягін (1950—1952)
- Олексій Плотницький (1952—1958)
- Сергій Єремягін (1958—1961)
- Михайло Голубков (1961—1969)
- Степан Реус (1969—1975)
- Віталій Мисліборський (1975—1983)
- Ярослав Федорчук (1983—1990)
- Юрій Півнєв (1990—1991)

Голови виконавчого комітету міської ради Станіслава-Івано-Франківська (1944—1994):
- Афанасій (Панас) Шатохін (1944—1945)
- Микола Лазаренко (1945—1953)
- Микола Коваль (1953—1957)
- Єфрем Ферчук (1957—1963)
- Євген Бабенко (1963—1972)
- Анатолій Провоторов (1972)
- Омелян Томей (1972—1980)
- Олександр Бехтєв (1980—1987)
- Богдан Яковишин (1987—1990)
- Ярослав Тайліх (1990—1994).

Всенародно обрані міські голови за Незалежної України:
- Богдан Борович (1994—1998)
- Зіновій Шкутяк (1998—2006)
- Віктор Анушкевичус (2006—2015)
- Руслан Марцінків (2015—)

## Населення

### Чисельність
Станом на 2001 рік кількість чоловіків становила 111,0 тис. осіб, або 47,5 %, жінок — 122,4 тис. осіб, або 52,5 %.
Станом на 1 січня 2022 р. в Івано-Франківську проживало 238,2 тис. осіб. Кількість жителів із початку року збільшилась на 91 особу. Такі зміни відбулись за рахунок міграційного приросту на 1302 особи, водночас спостерігалося природне скорочення населення на 961 особу.
| Динаміка чисельності населення Івано-Франківська | Динаміка чисельності населення Івано-Франківська | Динаміка чисельності населення Івано-Франківська | Динаміка чисельності населення Івано-Франківська | Динаміка чисельності населення Івано-Франківська | Динаміка чисельності населення Івано-Франківська | Динаміка чисельності населення Івано-Франківська | Динаміка чисельності населення Івано-Франківська | Динаміка чисельності населення Івано-Франківська | Динаміка чисельності населення Івано-Франківська | Динаміка чисельності населення Івано-Франківська | Динаміка чисельності населення Івано-Франківська | Динаміка чисельності населення Івано-Франківська | Динаміка чисельності населення Івано-Франківська | Динаміка чисельності населення Івано-Франківська | Динаміка чисельності населення Івано-Франківська |
| Рік                                              | 1732                                             | 1792                                             | 1801                                             | 1847                                             | 1849                                             | 1880                                             | 1890                                             | 1900                                             | 1914                                             | 1921                                             | 1931                                             | 1939                                             | 1959                                             | 1967                                             |                                                  |
| ------------------------------------------------ | ------------------------------------------------ | ------------------------------------------------ | ------------------------------------------------ | ------------------------------------------------ | ------------------------------------------------ | ------------------------------------------------ | ------------------------------------------------ | ------------------------------------------------ | ------------------------------------------------ | ------------------------------------------------ | ------------------------------------------------ | ------------------------------------------------ | ------------------------------------------------ | ------------------------------------------------ | ------------------------------------------------ |
| Населення                                        | 3 300                                            | 5 448                                            | 6 192                                            | 10 000                                           | 10 864                                           | 18 626                                           | 22 000                                           | 30 000                                           | 64 000                                           | 51 391                                           | 60 256                                           | 65 000                                           | 66 456                                           | 91 000                                           |                                                  |

| Рік                 | 1970     | 1979    | 1989    | 2001    | 2008    | 2013    | 2018    | 2019    | 2020    | 2021    | 2022     |
| ------------------- | -------- | ------- | ------- | ------- | ------- | ------- | ------- | ------- | ------- | ------- | -------- |
| Населення міста     | 104 971▲ | 149 747 | 214 021 | 218 359 | 222 538 | 226 018 | 235 355 | 236 602 | 237 686 | 237 855 | 238 196▲ |
| Населення міськради | 104 971  | 149 747 | 229 272 | 233 418 | 238 273 | 243 700 | 257 477 | 260 605 | 263 359 | 265,150 | 267,000  |
| Населення громади   |          |         |         |         |         |         |         |         | 281 647 | 288 740 | 301,550  |

### Національний склад

#### Історичний
За національним складом довгий час переважним населенням було єврейське та польське.
| Національний склад населення в 1732—1921 | Національний склад населення в 1732—1921 | Національний склад населення в 1732—1921 | Національний склад населення в 1732—1921 | Національний склад населення в 1732—1921 | Національний склад населення в 1732—1921 | Національний склад населення в 1732—1921 | Національний склад населення в 1732—1921 |
| Національність                           | 1732                                     | 1793                                     | 1869                                     | 1880                                     | 1900                                     | 1910                                     | 1921                                     |
| ---------------------------------------- | ---------------------------------------- | ---------------------------------------- | ---------------------------------------- | ---------------------------------------- | ---------------------------------------- | ---------------------------------------- | ---------------------------------------- |
| Українці                                 | 1 518                                    | 2 526                                    | 2 236                                    | 2 794                                    | 4 606                                    | 5 624                                    | 8 441                                    |
| Поляки                                   | 1 518                                    | 2 526                                    | 4 221                                    | 5 584                                    | 8 334                                    | 9 065                                    | 21 581                                   |
| Вірмени                                  | 333                                      | 510                                      | 55                                       | 90                                       | 58                                       | --                                       | --                                       |
| Німці                                    | --                                       | --                                       | --                                       | 135                                      | 149                                      | --                                       | 1 076                                    |
| Євреї                                    | 1 420                                    | 2 412                                    | 8 088                                    | 10 023                                   | 13 826                                   | 15 161                                   | 20 208                                   |
| Чехи                                     | --                                       | --                                       | --                                       | --                                       | 39                                       | --                                       | 11                                       |
| Інші                                     | --                                       | --                                       | 186                                      | --                                       | --                                       | --                                       | 74                                       |

| Національний склад населення в 1959—2001 рр. | Національний склад населення в 1959—2001 рр. | Національний склад населення в 1959—2001 рр. | Національний склад населення в 1959—2001 рр. | Національний склад населення в 1959—2001 рр. | Національний склад населення в 1959—2001 рр. | Національний склад населення в 1959—2001 рр. |
| Національність                               | 1959                                         | 1970                                         | 1979                                         | 1989                                         | 2001                                         |                                              |
| -------------------------------------------- | -------------------------------------------- | -------------------------------------------- | -------------------------------------------- | -------------------------------------------- | -------------------------------------------- | -------------------------------------------- |
| Українці                                     | 43 858                                       | 76 474                                       | 114 500                                      | 169 795                                      | 212 577                                      |                                              |
| Поляки                                       | 1 958                                        | 1 459                                        | 1 256                                        | 1 060                                        | 653                                          |                                              |
| Євреї                                        | 2 136                                        | 2 237                                        | 1 778                                        | 1 406                                        | 256                                          |                                              |
| Росіяни                                      | 16 892                                       | 22 313                                       | 26 694                                       | 35 015                                       | 13 876                                       |                                              |
| Білоруси                                     | 628                                          | 1 236                                        | 1 056                                        | 1 683                                        | 633                                          |                                              |
| Інші                                         | 984                                          | 1 252                                        | 1 309                                        | 2 273                                        | 1 263                                        |                                              |

У XVIII ст. українців та поляків відрізняли лише за віросповіданням, хоч при заснуванні міста переважну частку складали українці. Потім приріст населення відбувався в основному за рахунок євреїв, що займались основним чином торгівлею, промислом і ремеслами.

#### Сучасний
Розподіл населення за національністю за даними перепису 2001 року:
| Національність  | Відсоток |
| --------------- | -------- |
| українці        | 92,25 %  |
| росіяни         | 6,02 %   |
| поляки          | 0,28 %   |
| білоруси        | 0,27 %   |
| євреї           | 0,11 %   |
| інші/не вказали | 1,07 %   |

Згідно з опитуваннями, проведеними Соціологічною групою «Рейтинг» у 2017 році, українці становили 98 % населення міста, росіяни — 2 %.

### Мовний склад
Розподіл населення за рідною мовою за даними перепису 2001 року:
| Мова            | Чисельність, осіб | Відсоток |
| --------------- | ----------------- | -------- |
| Українська      | 198 468           | 92,19 %  |
| Російська       | 14 614            | 6,79 %   |
| Польська        | 214               | 0,10 %   |
| Білоруська      | 200               | 0,09 %   |
| Ромська         | 102               | 0,05 %   |
| Вірменська      | 78                | 0,04 %   |
| Болгарська      | 28                | 0,01 %   |
| Німецька        | 22                | 0,01 %   |
| Єврейська       | 21                | 0,01 %   |
| Угорська        | 21                | 0,01 %   |
| Інші/Не вказали | 1 520             | 0,70 %   |
| Разом           | 215 288           | 100 %    |

Українська мова є основною та єдиною офіційною мовою міста.
Згідно з опитуваннями, проведеними Соціологічною групою «Рейтинг» у 2017 році, українською вдома розмовляли 95 % населення міста, російською — 1 %, українською та російською в рівній мірі — 3 %.
Згідно з опитуванням, проведеним Міжнародним республіканським інститутом у квітні-травні 2023 року, українською вдома розмовляли 97 % населення міста, російською — 3 %.
Згідно з опитуванням, проведеним Міжнародним республіканським інститутом у квітні-травні 2024 року, українською вдома розмовляли 99 % населення міста, російською — 6 % (на відміну від опитування 2023 року було дозволено вибір кількох варіантів).

## Культура
Театри : 

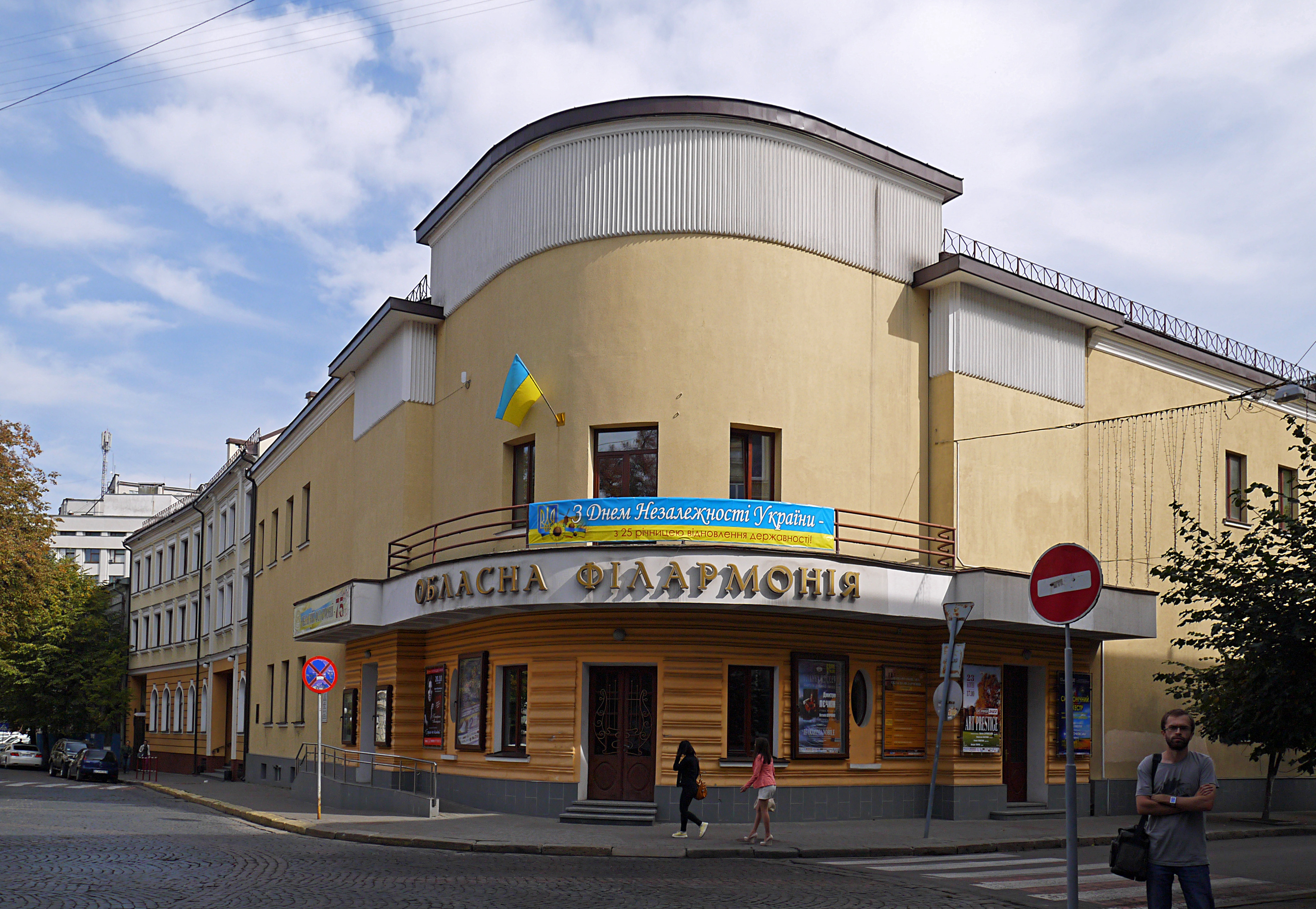
Івано-Франківська обласна філармонія архітектора Станіслава Трелі.

- Івано-Франківський академічний обласний музично-драматичний театр ім. Івана Франка

- Івано-Франківський академічний обласний театр ляльок ім. Марійки Підгірянки

Філармонії:
- Івано-Франківська обласна філармонія імені Іри Маланюк

Кінотеатри:
- Космос

- Люм'єр.

### Музеї

Пам'ятник Степанові Бандері.

В Івано-Франківську працює багато музеїв:
- Музей Небесної сотні
- Івано-Франківський обласний художній музей
- Народний музей освіти Прикарпаття
- Музей визвольних змагань Прикарпатського краю
- Музей визвольних змагань (тут розташований пам'ятник Степанові Бандері)
- Музей побуту та етнографії Західного регіону (вул. Тролейбусна, 7)
- родинних професій
- історико-меморіальний музей Олекси Довбуша
- Літературний музей Прикарпаття
- Музей «Прикарпаттяобленерго» (вул. Індустріальна, 34)
- Геологічний музей ІФНТУНГ (Карпатська, 15)
- Івано-Франківський краєзнавчий музей — значне зібрання матеріалів і предметів з історії, етнографії та культурного розвитку Прикарпаття; зберігається саркофаг галицького князя Ярослава Осмомисла
- Музей жертв комуністичного терору (в урочищі Дем'янів лаз) — розміщений у цокольному приміщенні меморіальної каплиці в Дем'яновому Лазу, де поховані останки масових катувань, здійснюваних НКВСівцями 1939 року. В експозиції музею — численні архівні матеріали: фото- та ксерокопії багатьох невідомих документів, які підтвердили факти звірств, учинених енкаведистами на території Івано-Франківщини, а також речові докази, знайдені при розкопках (розпочаті 1989 року), оформлені відповідним чином свідчення очевидців трагічних подій. Музей відкрито 11 жовтня 2009 року за участю Президента України Віктора Ющенка[69][70]

### Фестивалі
Івано-Франківськ відомий своїми фестивалями, імпрезами й культурно-розважальними заходами. Щороку в травні відзначається День міста з походами й концертами мистецьких і фольклорних колективів. Мальовничим видовищем є Різдвяний парад вертепів, що розливається майданами й вулицями 7—14 січня. Івано-Франківськ відомий також всеукраїнським фестивалем мистецьких колективів Прикарпатська весна (травень щороку), фестивалем національно-патріотичної пісні та поезії Воля (жовтень непарних років) та Бієнале сучасного мистецтва Імпреза.
У 2005, 2006 роках проводився Всеукраїнський Паркур Фестиваль «Trace dayZ». У травні 2003 року започатковано щорічний міжнародний ковальський фестиваль «Свято ковалів» і художню виставку «Орнаментальне ковальство». У фестивалі беруть участь ковалі з 17 областей України та 23 країн світу: Росії, Білорусі, Литви, Німеччини, Франції, Швеції, Фінляндії, Ліхтенштейну, Великої Британії, Чехії, Ізраїлю, США, Австрії, Нідерландів, Польщі, Італії, Бельгії, Австралії тощо. Це провідні майстри ковальського ремесла, художники та скульптори по металу, ковалі з міжнародним визнанням та народні майстри. З 2005 року в Івано-Франківську проводиться фестиваль «Карпатський Вернісаж», учасниками якого у 2007 заявлено понад 200 народних майстрів з усієї України, а також із-за кордону. Фестиваль відбувається на центральній історичній площі міста — майдані Шептицького. 13—14 жовтня 2007 р. на майдані Шептицького пройшов перший фестиваль старожитностей та гуцульського етносу «Галицька старовина — 2007».
Міжнародний фестиваль хорової музики «Передзвін», започаткований 1999 року Всеукраїнський конкурс хорової музики ім. Д. Січинського, започаткований 1999 р. Фестиваль молодіжної музики «Едельвейс», започаткований 1999 р. Фестини духовної музики «Від Різдва до Великодня», започатковані 2000 р.
З 2009 року проводиться літературний фестиваль ім. Тараса Мельничука «ПОКРОВА». Фестиваль традиційно розпочинається 14 жовтня на свято Покрови. Під «Покровою» збираються як місцеві автори, так і гості з усієї України.
18 вересня 2010 року вперше відбувся щорічний фестиваль історичної реконструкції «Живе Середньовіччя», організований першим івано-франківським клубом історичної реконструкції «Чортополох». Місто трансформувалось у на світ войовничих лицарів, ковалів, комічних блазнів і витончених дам з епохи лицарства. 2010 року участь у фесті брали Г. Петросаняк, В. Єшкілєв, Н. Ткачик, Т. Прохасько, С. Процюк, О. Лишега, Т. Григорчук, Я. Ясінський, В. Карп'юк, А. Олексюк, Б. Ославський, Т. Запорожець, К. Ковальчук тощо.
22 серпня 2011 року в Івано-Франківську було встановлено рекорд України з одночасного виконання державного гімну України у вишиванках.
З 8 по 12 червня 2016 року в рамках фестивалів Porto Franko та Gogol Fest був проведений фестиваль PortoFranko GogolFest.
19—21 серпня 2016 року в Івано-Франківську пройшов Перший Всеукраїнський фестиваль любовної лірики та авторської пісні про кохання «Мовою серця». Організатори фестивалю Роман Бойчук та Ольга Бреславській.

### Релігія
Переважна більшість вірян— греко-католики, 38 парафій.
Далі за чисельністю в місті— православні громади: ПЦУ, 14 парафій.
Свідки Єгови — 2 парафії.
По одній парафії мають: Латинська Церква, Новоапостольська церква, Християнська євангельська церква Відродження, Церква Адвентистів Сьомого Дня та інші.
Одним з культових храмів міста є синагога Темпель, вул. Страчених Націоналістів, біля якої розстріляно діячів ОУН-УПА. Надалі біля синагоги на вулиці Страчених міститься пам'ятник розстріляним націоналістам.

## Економіка

### Загальна характеристика
Економіка міста представлена широким спектром галузей матеріального виробництва, а саме: промисловість, будівництво, транспорт, зв'язок, а також нематеріальною сферою економіки. Остання визначає специфіку міста Івано-Франківська як обласного центру, у якому зосереджена основна мережа ринкової інфраструктури, фінансових установ, закладів освіти, охорони здоров'я та культури. Основними галузями економіки міста є харчова та переробна промисловість, будівництво, машинобудування, легка промисловість, туризм. Промисловість займає близько 15 % в загальній зайнятості населення та представлена 536 промисловими підприємствами, з яких понад 50 — великі. За останні роки спостерігається позитивна динаміка збільшення обсягів реалізованої продукції від 619 млн грн, 2005 року до понад 2 млрд грн 2009 року.
Промисловість міста Івано-Франківська представлена підприємствами машинобудування, металообробки, деревообробної, легкої, харчової промисловостей, промисловості будівельних матеріалів. Промислові підприємства розташовані на околицях міста, а соціально-культурні заклади, адміністративні та банківські установи — в його центральній частині.
2006 року поступило 12,3 млн дол.[джерело?] Це є найбільшим показником за період надходжень інвестицій в економіку міста (для порівняння 2005 року поступило 4 млн дол.[джерело?], 2004 року — 1,6 млн дол,[джерело?] 2003 року — 2,0 млн дол.[джерело?]
Підприємствами міста досягнуто зростання обсягів виробництва, які за січень — грудень 2006 року за попередніми даними склали 650,0 млн грн, що становить 108 % до відповідного періоду минулого року.

### Промисловість

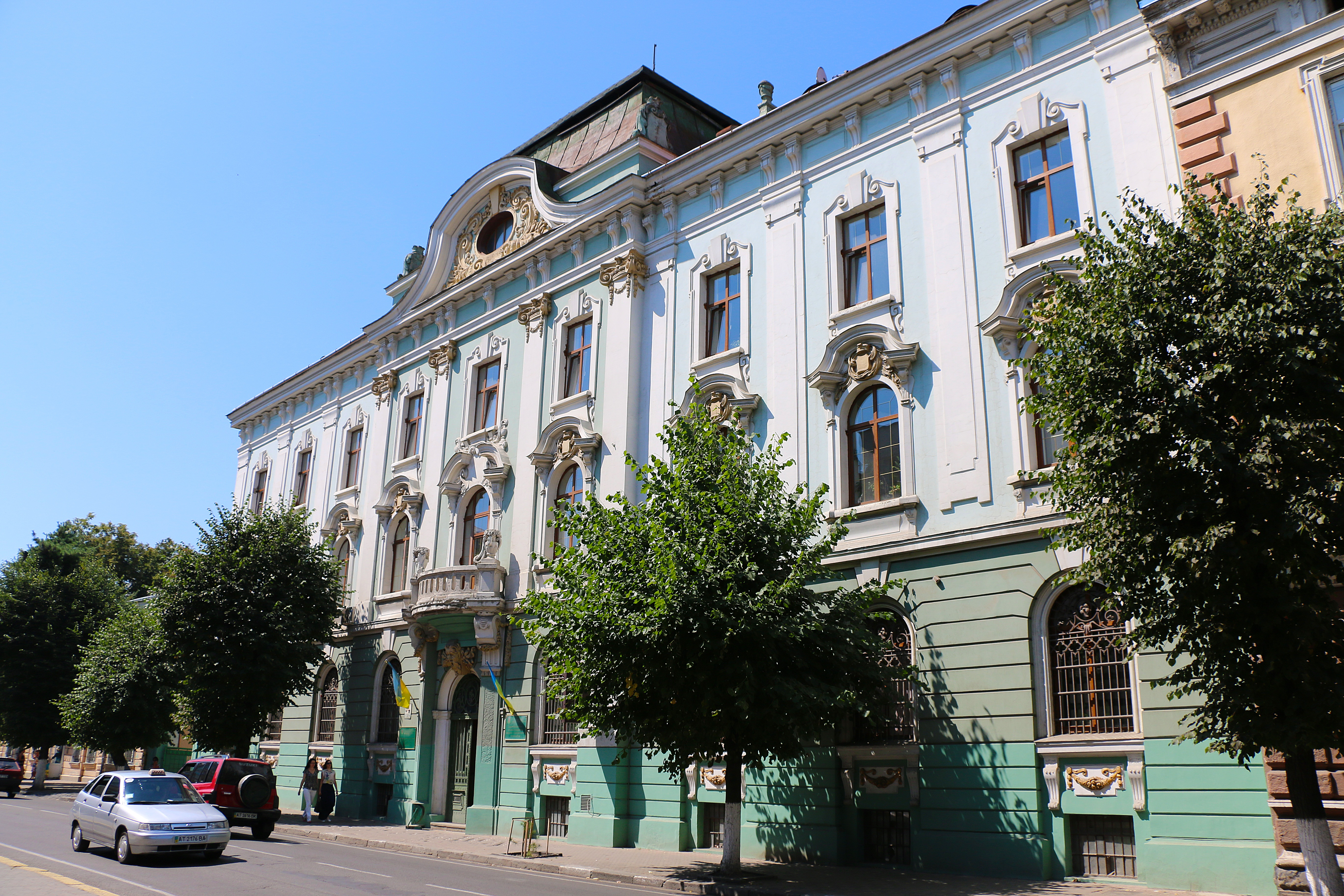
Івано-Франківське обласне управління лісового господарства.

Івано-Франківськ є значним центром машинобудівної, деревообробної, хімічної та легкої промисловості.
Протягом 2009 р. промисловими підприємствами Івано-Франківська реалізовано продукції у відпускних цінах (без ПДВ та акцизу) на 2390,5 млн грн. Обсяг реалізованої промислової продукції (робіт, послуг) за 2008 р. — 2593 млн грн.
У місті діють такі заводи та промислові підприємства:
- ПрАТ Івано-Франківський локомотиворемонтний завод;
- ТОВ Перший асфальтний завод ;
- ТОВ Івано-Франківський Завод залізобетонних виробів Бетон-Будсервіс[75];
- ВАТ «Залізобетон»
- ДП «Залізобетон»
- ВАТ «Індуктор»
- ДП ВО Карпати
- ТДВ Івано-Франківський хлібокомбінат
- ПрАТ Івано-Франківська харчосмакова фабрика
- ТзОВ Інтелком
- ТОВ Федик
- ВАТ «Пресмаш»
- ТзОВ «Хімтехнопласт»
- ТОВ «ЗЗБК Еталон»
- ПП «Інструмент»
- ВАТ «Полімер»
- Державне підприємство Івано-Франківський котельно-зварювальний завод, яке входить до державного концерну Укроборонпром і є правонаступником ДП Міністерства оборони України «63-й котельно-зварювальний завод».

## Інфраструктура

### Сфера послуг

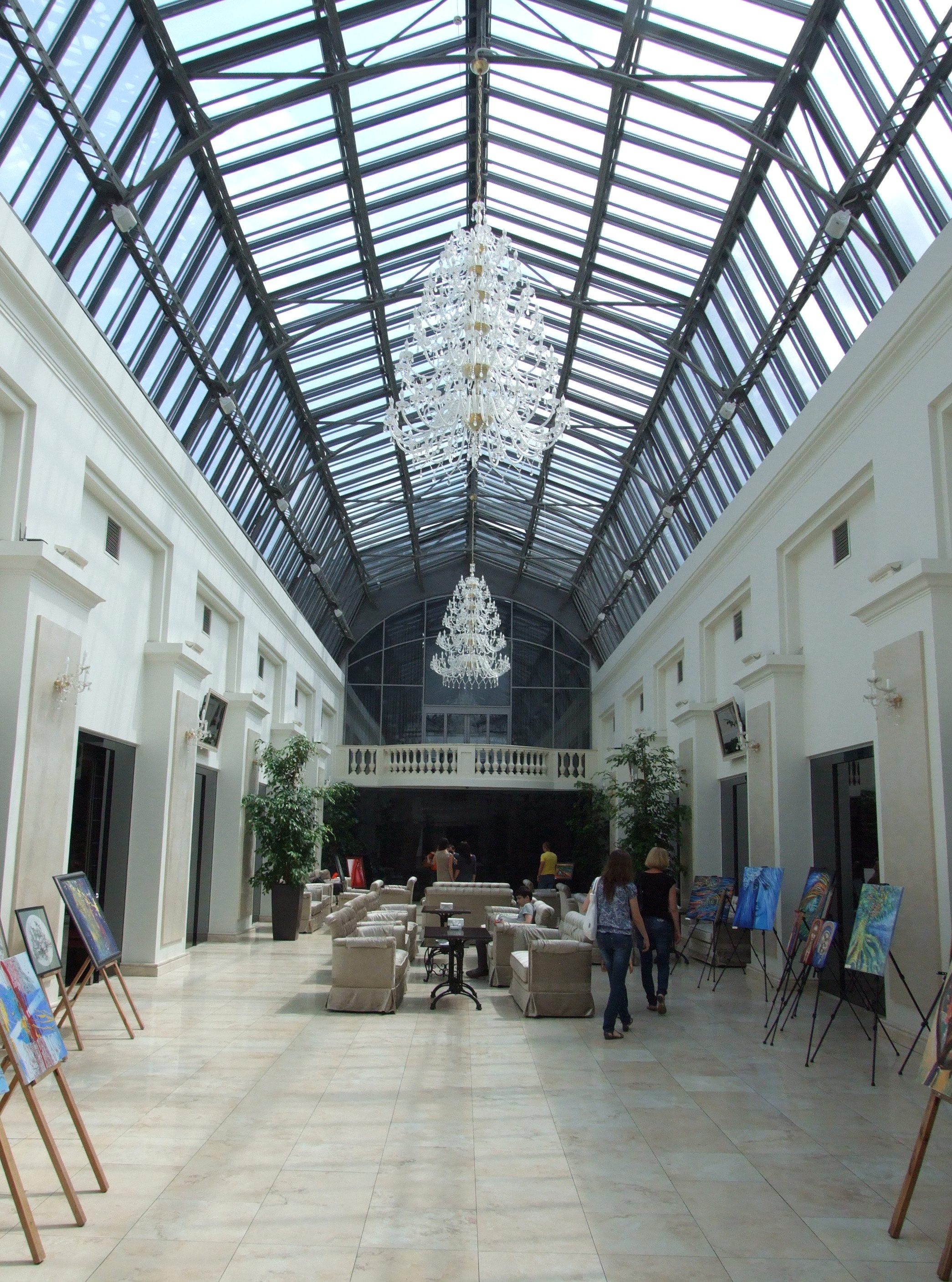
Пасаж Гартенбергів споруджено 1904 року на зразок подібних торговельних центрів західної Європи.

Охорона здоров'я забезпечується клінічною лікарнею № 1, клінічним пологовим будинком, лікувально-фізкультурним центром здоров'я, Обласним фтизіопульмонологічним центром та іншими закладами.
На ринку послуг міста Івано-Франківська працює близько 600 підприємств, основним видом діяльності яких є надання послуг. Обсяг реалізованих ними послуг (включаючи ПДВ) для всіх споживачів становить понад 1 млрд грн на рік. Обсяг послуг, реалізованих населенню, становить менш як 30 % від загального обсягу надання послуг. За видами економічної діяльності, більшість підприємств здійснює послуги операцій із нерухомим майном, з діяльності у сфері інжинірингу, геології та геодезії, транспорту, охорони здоров'я людини, досліджень і розробок, у сфері права, бухгалтерського обліку та аудиту, консультування з питань комерційної діяльності.
Станом на 1 січня 2011 року на території міста Івано-Франківська працює 23 готелі та мотелі, які спроможні розмістити понад 1200 туристів щоденно.
В Івано-Франківську налічується 1 чотиризірковий, 3 тризіркових, 11 інших готелів та 3 мотелі. Останнім часом відкриваються невеликі готелі, мотелі та хостели (із номерним фондом — до 9 номерів).

### Транспорт

#### Загальна характеристика

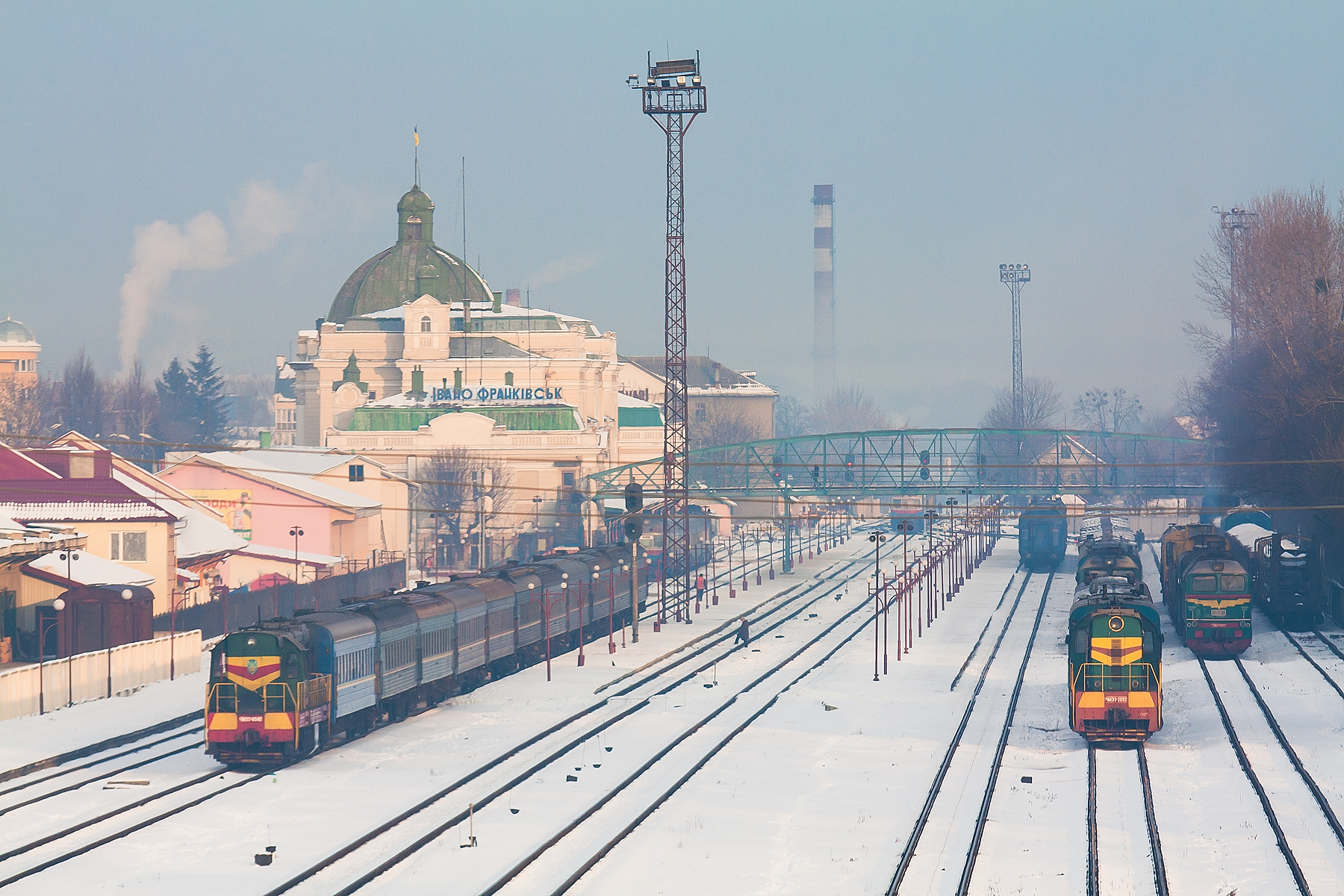
Івано-Франківський залізничний вокзал.

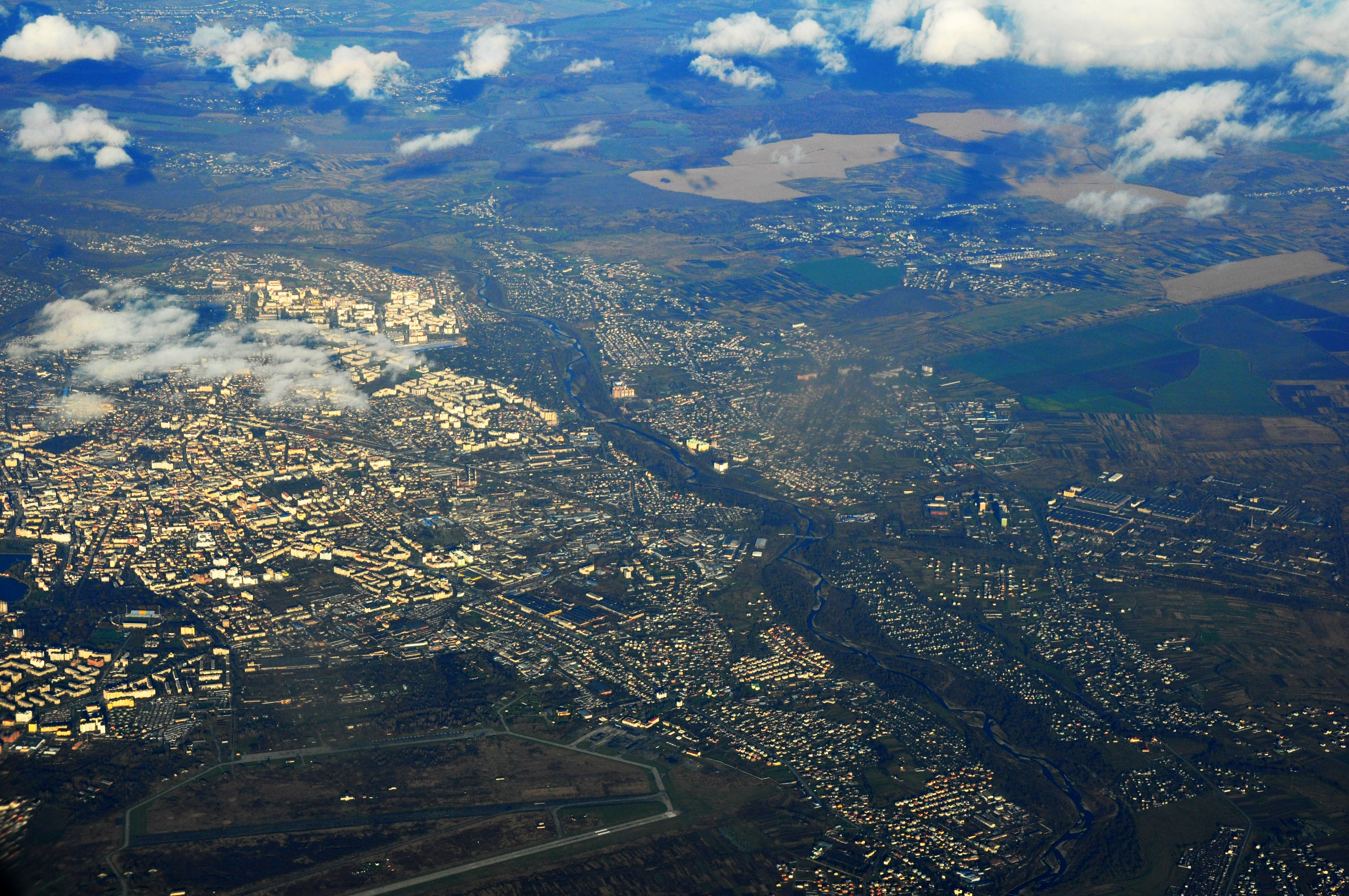
Місто з висоти пташиного лету.

Важливе значення у транспортній інфраструктурі міста посідають автовокзал, залізничний вокзал і Міжнародний аеропорт «Івано-Франківськ». У місті розташована Івано-Франківська дирекція залізничних перевезень регіональної філії «Львівська залізниця».
Найпопулярніші види внутрішньоміського (громадського) транспорту — тролейбуси, автобуси і маршрутки, (маршрутне таксі), міжміського по Україні — автобуси та залізниця.
Міжнародне пасажирське залізничне сполучення міста здійснюється з Болгарією, Білоруссю, Росією, Румунією.
Внутрішнє пасажирське залізничне сполучення здійснюється з Києвом, Львовом, Чернівцями, Ковелем, Луцьком, Рівне, Тернополем, Хмельницьким, Полтавою, Харковом, Одесою, Миколаєвом Херсоном та іншими містами. Під час курортного сезону призначаються додаткові пасажирські поїзди до станцій Новоолексіївка, Генічеськ через Дніпро, Запоріжжя.
Міжнародний аеропорт «Івано-Франківськ», що розташований на околиці міста, відправляє і приймає літаки з Києва, Рима (Італія), Анталії (Туреччина).

#### Велосипедний транспорт
У Івано-Франківську сучасна та розвинена велосипедна інфраструктура. Головне, що цей розвиток не зупиняється і на даний час по місту вже більше як 102 км велосипедних доріжок.[джерело?]

#### Проєкт трамваю
Ще 1896 року в Станиславові планували запровадити трамвайний рух. Проєктні роботи виконувала німецька електротехнічна фірма «Сіменс і Гальске». Саме ця фірма виконувала роботи із запуску першої трамвайної лінії на Берлінській міжнародній виставці 1879 року.
1908 року були затверджені трамвайні маршрути. Трамвайна колія мала пролягати (сучасні назви об'єктів і вулиць): вокзал — вул. Вовчинецька — вул. Грушевського — вул. Незалежності. Далі мало бути розгалуження до залізничного віадука та до колишнього гастронома «Верховина», звідки знову було роздоріжжя: одна лінія йшла вулицею Галицькою до сучасного парку Воїнів-інтернаціоналістів, інша — сучасними вулицями Гетьмана Мазепи, Січових Стрільців та Чорновола до парку ім. Тараса Шевченка.
Перша світова війна завадила впровадити в місті трамвайний рух. Після цього спроб відновити проєкт не було.

## Освіта і наука

### Вища освіта в Івано-Франківську

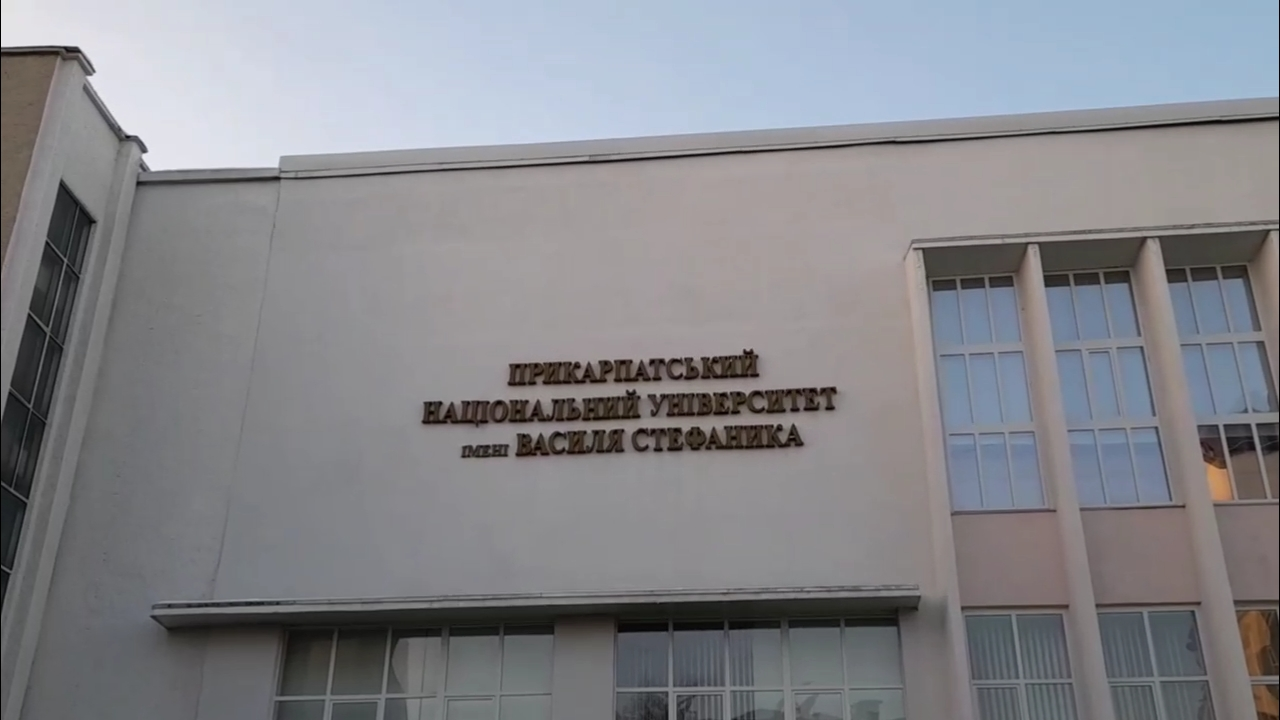
Прикарпатський національний університет імені Василя Стефаника

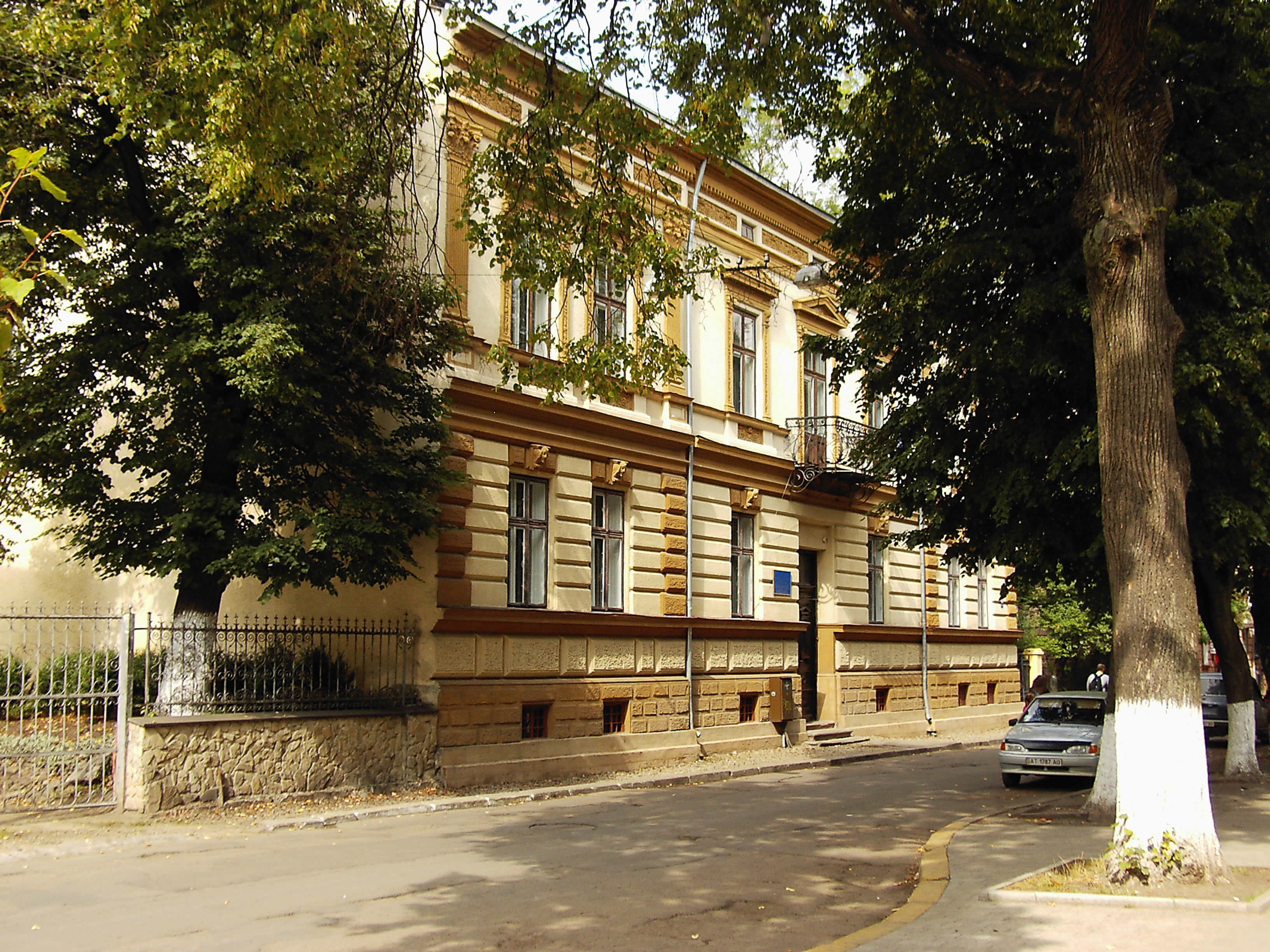
Прикарпатський національний університет ім. Василя Стефаника

2009—2010 року в місті функціонували 42 загальноосвітні навчальні заклади. Здійснюється навчання дітей мовами національних меншин. ЗШ № 3 налічує 19 класів на 451 учня з російською мовою навчання та 12 класів на 237 учнів із польською мовою навчання, що має тенденцію до зростання. 2009 року сформовано освітній простір, у складі якого 32 дошкільних навчальних заклади (27 ясел-садків, 5 шкіл-садків). У дошкільному навчальному закладі № 15 «Гуцулочка» проводять «Фестиваль гуцульських ремесел», метою якого стало узагальнення знань дітей про ремесла, традиції, звичаї та говірку Гуцульщини.

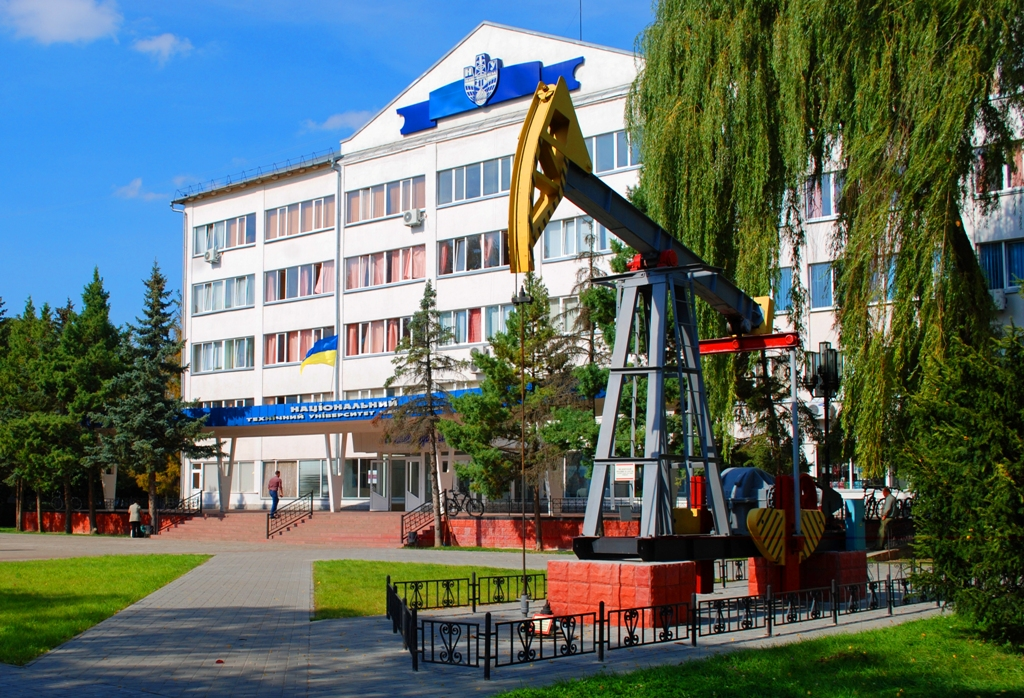
Івано-Франківський національний технічний університет нафти і газу

Вища школа не має давніх традицій. Прикарпатський національний університет імені Василя Стефаника є одним із найстаріших вищих навчальних закладів Івано-Франківської області, але молодий на тлі країни. Його історія розпочинається 15 березня 1940 року — з часу відкриття Станіславського вчительського інституту.
Івано-Франківський національний технічний університет нафти і газу веде підготовку та перепідготовку фахівців для нафтогазової промисловості, має дванадцять факультетів та 56 кафедр.
Івано-Франківський національний медичний університет виокремив медичний, стоматологічний, фармацевтичний факультети і факультет післядипломної освіти, а з 1994 року готує також сімейних лікарів, навчає іноземних студентів, проводить передатестаційну підготовку лікарів різних спеціальностей.
В університетах навчаються студенти з В'єтнаму, Індії, Польщі, Гвінеї, Камеруну, Болгарії, Литви, Молдови, Туркменістану, Йорданії, Нігерії, Білорусі тощо. В місті функціонує 10 філій вищих навчальних закладів України. Функціонує 7 вищих навчальних закладів І—II рівнів акредитації — коледжі, у яких навчається понад 7 тисяч студентів.
Івано-Франківське музичне училище імені Дениса Січинського свою діяльність училище розпочало 17 січня 1940 року.
Серед інших, приватних вишів, найвідомішими є університет права імені короля Данила Галицького, Теологічна академія греко-католицької церкви, Західноукраїнський економіко-правничий університет, Галицька академія, Богословський інститут.

### Бібліотеки
Першу публічну бібліотеку в Станіславові відкрито 1873 року. Її заснував польський повстанець проти російського царату та політичний емігрант Віцентій Смагловський: він подарував місту свою збірку з 3500 книг і став першим її бібліотекарем. Бібліотека находилась у приміщенні реальної школи (нині — вул. Незалежності, 17). Івано-Франківська міська централізована бібліотечна система об'єднує міську центральну бібліотеку та 17 бібліотек-філій (з них дві дитячі бібліотеки).
Івано-Франківська обласна універсальна наукова бібліотека — головний заклад у сфері бібліотечно-інформаційного обслуговування населення Івано-Франківської області, методичний та координаційний обласний центр бібліотек різних систем і відомств, обласне сховище творів друку.

## Засоби масової інформації

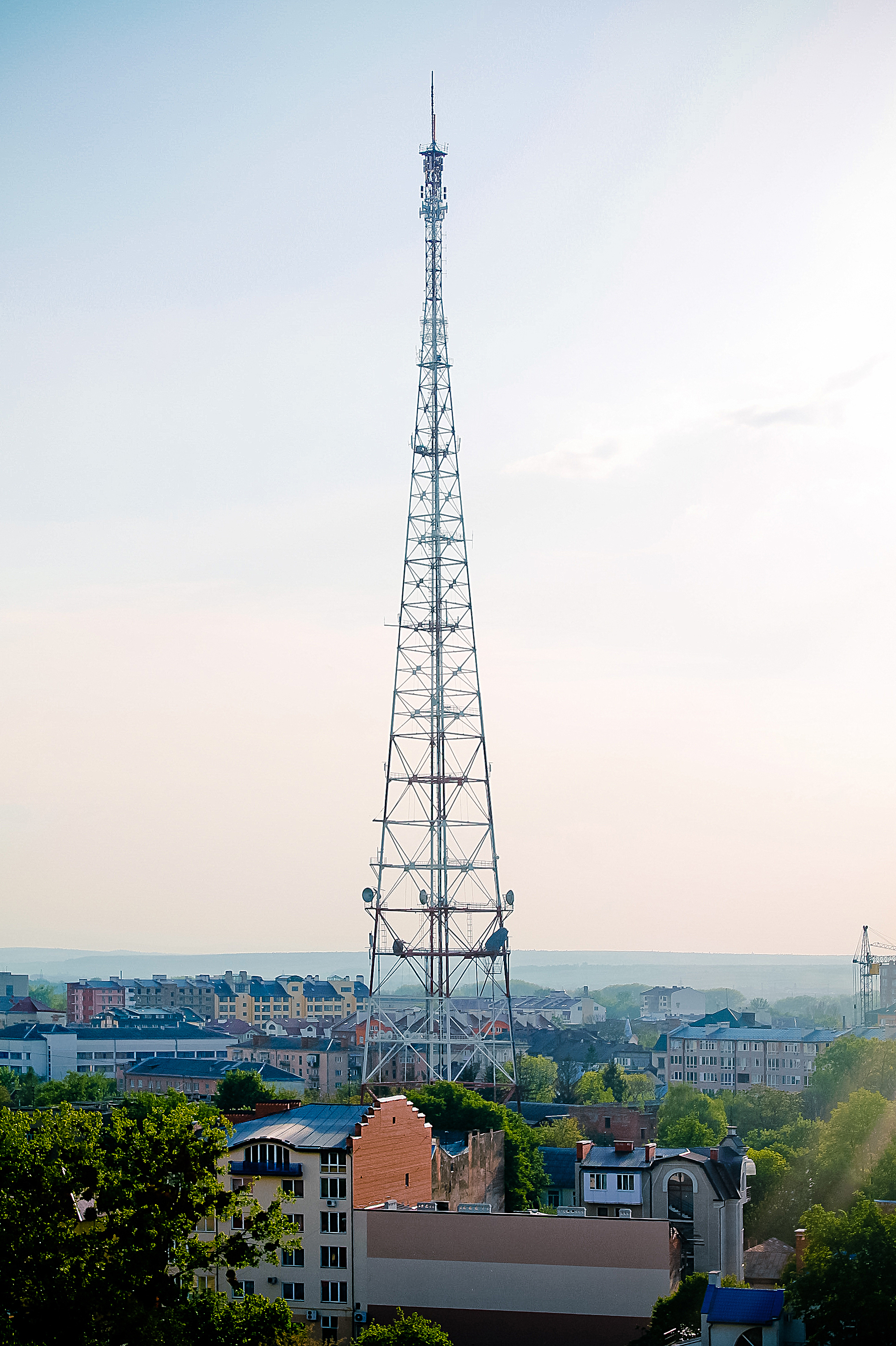
Міська телевежа.

### Друковані
Перша газета «Дзєннік Станіславовскі» почала виходити 2 вересня 1848 р. Після переїзду зі Львова українця Івана Данкевича в місті почалося швидкими темпами розвиватися польські видавництва газет та часописів. Так, у 1872 виходить «Кур'єр Станиславівський», незабаром — «Бігун Станиславівський» (1873), «Гасло» (1875), «Газета Підкарпатська» (1876), «Хроніка» (1880), «Голос Станиславівський» (1881), «Ехо Покуття» (1883), «Хроніка Станиславівська» (1885), брошура для дітей: «Світелко» (1883). Були і українські видання: перша українська газета в місті «Господарь и Промышленник» (1879—1882 рр.), часопис «Денниця» (1880), який редагував відомий український мовознавець Іван Верхратський. Після створення єпархії вийшов «Вісник Станіславської єпархії» (1886—1939) та «Богословський альманах» (1887).
У місті видаються тижневик «АФІША Прикарпаття», газети «Галичина», «Репортер», «Світ молоді», «Прикарпатська правда», «Галицький кореспондент», «Нова Зоря», «Вечірній Івано-Франківськ», регіональна газета «Західний кур'єр».

### Місцеві телерадіокомпанії
В Івано-Франківську здійснюють трансляцію телекомпанії: «Галичина», «3-Студія» та «Вежа». З 2007 року телеканал «24» подає місцеві новини у 15-хвилинних інформаційних блоках: останні події громадського та політичного життя Прикарпаття, новини економіки, спорту, шоубізнесу, культури, курси валют та погода.
Суспільний телеканал Івано-Франківська — Суспільне Івано-Франківськ

### FM-радіостанції
На території міста в межах радіочастот FM-діапазону своє мовлення проводять 19 всеукраїнських та регіональних радіостанцій:
| №п/п | Частота, МГц | Назва                                                | Логотип | Юридична особа                              | Ліцензія                                  | Потужність | Адреса вежі                           | Передавач                                  | RDS |
| ---- | ------------ | ---------------------------------------------------- | ------- | ------------------------------------------- | ----------------------------------------- | ---------- | ------------------------------------- | ------------------------------------------ | --- |
| 1    | 88,8         | Радіо Промінь                                        |         | АТ «НСТУ»                                   | L11-01064                                 | 0,1        | вул. Чорновола 19                     | ІВФКРРТ                                    | порожній рядок + RT: Radio Data Sample message .. Max 64 chars here ***** PI Code: 6000                                                       |
| 2    | 90,6         | РАІ                                                  |         | ТОВ ТК «РАІ»                                | L11-01868                                 | 0,1        | вул. Галицька 201, (Калуське шоссе 1) | Радіозавод (Укроборонпром ДП ВО «Карпати») | RAI RADIO 90.6FM Ivano-Frankivsk.RAI.UA Tel:0680000198 (dynamic) + RT: RAI RADIO 90.6FM Ivano-Frankivsk.RAI.UA Tel:0680000198 + PI Code: 6434 |
| 3    | 91,0         | Радіо Культура                                       |         | АТ «НСТУ»                                   | L11-01063                                 | 0,2        | вул. Чорновола 19                     | ІВФКРРТ                                    | 00 + RT: Radio Data Sample message .. Max 64 chars here ***** PI Code: 6000                                                                   |
| 4    | 95,1         | Nostalgie                                            |         | ТОВ «Радіо Класика і Джаз»                  | L11-02021                                 | 0,5        | вул. Степана Бандери 1                | РПЦ «Західний Полюс»                       | Radio / Nostalgi / 95.1FM ***** Pop Music ***** PI code: 1099                                                                                 |
| 5    | 100,4        | Українське радіо / Українське радіо Івано-Франківськ |         | АТ «НСТУ»                                   | L11-01052                                 | 1          | вул. Степана Бандери 1                | РПЦ «Західний Полюс»                       | |
| 6    | 100,9        | Radio ROKS                                           |         | ТОВ «Радіо Тернопіль»                       | L11-00072                                 | 0,5        | вул. Степана Бандери                  | РПЦ «Західний Полюс»                       | |
| 7    | 101,3        | Радіо Байрактар                                      |         | ТОВ «Бойчук-студія»                         | L11-00143                                 | 0,5        | вул. Степана Бандери 1                | РПЦ «Західний Полюс»                       | |
| 8    | 102,0        | Радіо М                                              |         | ТОВ ТРК «Можливість»                        | L11-01874                                 | 0,5        | вул. Степана Бандери 1                | РПЦ «Західний Полюс»                       | |
| 9    | 102,6        | Хіт FM                                               |         | ТОВ ТРК «Медіа маркет»                      | L11-00641                                 | 0,5        | вул. Степана Бандери 1                | РПЦ «Західний Полюс»                       | |
| 10   | 103,0        | DJFM                                                 |         | ТОВ «Радіо Шарманка»                        | L11-00091                                 | 0,5        | вул. Галицька 201, (Калуське шоссе 1) | Радіозавод (Укроборонпром ДП ВО «Карпати») | |
| 11   | 103,4        | Радіо П'ятниця                                       |         | ТОВ «Новий обрій»                           | L11-00204                                 | 0,5        | вул. Степана Бандери 1                | РПЦ «Західний Полюс»                       | 103.4MHz / Radio P'iatnytsia Ivano-Frankivs'k Tel: 050-433-0606 (dynamic) ***** Pop Music + PI Code: 6211 + AF                                |
| 12   | 103,8        | Люкс FM                                              |         | ПрАТ ТРК «Люкс»                             | L11-00152                                 | 1          | вул. Степана Бандери 1                | РПЦ «Західний Полюс»                       | LUX FM / 103,8 FM / LUX FM / 77-53-07 / LUX FM / 103,8 FM ***** Pop Music ***** PI Code: 1047 + TA + AF                                       |
| 13   | 104,3        | Західний полюс                                       |         | ТОВ РК «Західний полюс»                     | L11-00661                                 | 0,1        | вул. Степана Бандери 1                | РПЦ «Західний Полюс»                       | |
| 14   | 104,7        | Радіо Максимум                                       |         | ТОВ ТРК «Праймедіа»                         | L11-00394                                 | 0,25       | вул. Степана Бандери 1                | РПЦ «Західний Полюс»                       | RADIO / MAXIMUM / 104.7 FM ***** Country ***** PI Code: 1021 + AF                                                                             |
| 15   | 105,2        | Наше радіо                                           |         | ТОВ «Наше радіо»                            | L11-00439                                 | 0,25       | вул. Степана Бандери 1                | РПЦ «Західний Полюс»                       | |
| 16   | 105,8        | Радіо Дзвони                                         |         | ТОВ ТРО «Студія Дзвони»                     | L11-01023                                 | 0,5        | вул. Степана Бандери 1                | РПЦ «Західний Полюс»                       | |
| 17   | 106,4        | Армія FM                                             |         | Центральна ТРС Міністерства оборони України | Тимчасовий дозвіл від 26 жовтня 2023 року | 1          | вул. Степана Бандери 1                | РПЦ «Західний Полюс»                       | ARMIA FM ***** PI Code: 6277 |
| 18   | 107,0        | Радіо «Вежа»                                         |         | КП ІФМ ТРК «Вежа»                           | L11-00612                                 | 0,25       | вул. Галицька 22                      | РПЦ «Вежа»                                 | VEZHA.FM / 107.0MHz / час ***** Pop Music + RT: Reklama na Vezhi +38066-648-92-02 ***** PI Code: 6307 + AF: 88.3 99.2 107.0 + логотип в RDS2  |
| 19   | 107,8        | Радіо «НВ»                                           |         | ТОВ ТРК «Радіо-Ера»                         | L11-00051                                 | 0,5        | вул. Степана Бандери 1                | РПЦ «Західний Полюс»                       | RADIO NV I-FRANKIVSK (dynamic) ***** News + RT: RADIO NV I-FRANKIVSK EFIR: +380442370353 REKLAMA: -380442370720 ***** PI Code: 62D3 + AF      |

Інтернет-мовлення:
- Західний полюс
- DJ IF UA
- Телерадіокомпанія «Вежа».

Проводове мовлення:
- Івано-Франківська ОДТРК

### Інтернет-видання
- Інформатор Івано-Франківськ

## Спорт і молодь
Відомі футбольні клуби міста: Спартак, Прикарпаття, Факел (ФСК ІФНТУНГ), Ураган (футзальний клуб).
В Івано-Франківську найпопулярнішим та найрозвиненішим видом спорту є баскетбол. «БК Говерла» — професійний елітний клуб, який грав у найпрестижнішій баскетбольній лізі України — «Суперліга» (з 2008 до 2016). Зараз виступає у Вищій Лізі. Говерла входила до топ-100 найкращих баскетбольних клубів Європи, поміж найкращих спортивних клубів України. Трансляції матчів регулярного чемпіонату України проводяться на каналах «2+2», «1+1», «ТРК Київ», «Спорт 1», та огляди на місцевому та всеукраїнському «24» інформаційному. Спонсором є «ВАТ Нафтохімік Прикарпаття» групи «ПриватБанк» Ігоря Коломойського. Очікувалося, що 2015 року в Івано-Франківську відбудуться ігри першого етапу Чемпіонату Європи з баскетболу серед чоловічих команд.
Хокейний клуб — ХК «Цунамі».
В Івано-Франківську діє молодіжна організація AIESEC. Її найвідоміші проєкти: «Дні кар'єри», PR-конгрес «PеRший», «Серце дитини», «Дні підприємництва», «Ярмарок навчальних закладів», круглі столи тощо. Також у місті працює громадська організація «Я вибираю життя».
На вулиці Грушевського в Івано-Франківську розташований офіс компанії, що започаткувала вебплатформу UA Modna; співробітники компанії ідею про те, що «бути українцем — це модно», намагаються нести у світі.
Відома молодь:
- Kristonko — українська співачка та блогерка;
- Діма Варварук — український блогер.

## Архітектура

### Пам'ятки

#### Національного значення
- Будівля колегії єзуїтів (мур., 1744 р.), майдан А. Шептицького, 21.
- Вірменський костел (мур., 1762 р.), вул. Вірменська, 6.
- Колегіальний костел Пресвятої Діви Марії (мур., 1672—1703 рр.), майдан А. Шептицького, 8.
- Кафедральний Собор Святого Воскресіння (колишній костел єзуїтів, мур., 1753—1763 рр.), майдан А. Шептицького, 22.
- Меморіальний сквер (створений на місці зруйнованого радянською владою міського християнського цвинтаря «на Сапіжинській», де збереглися поховання відомих культурних і громадських діячів (правник Лев Бачинський, фольклорист Мелітон Бучинський, композитор Денис Січинський, поет Маврицій Гославський та інші)[83].
- Пивоварний завод (мур., 1767 р.), вул. Новгородська, 49/28.

#### Інші пам'ятки
- Палац барона Ромашкана

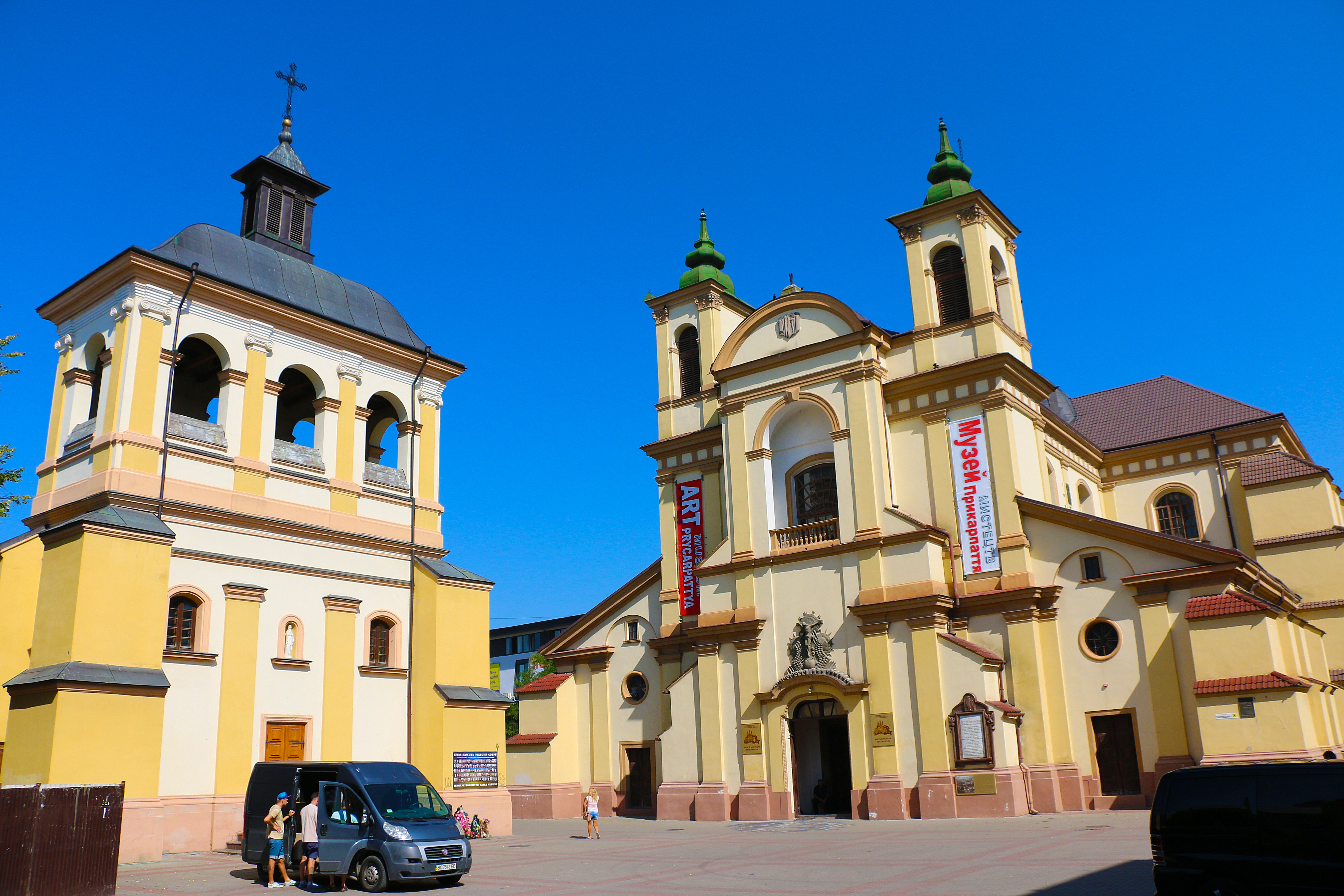
Колегіальний костел Пресвятої Діви Марії — Івано-Франківський обласний художній музей
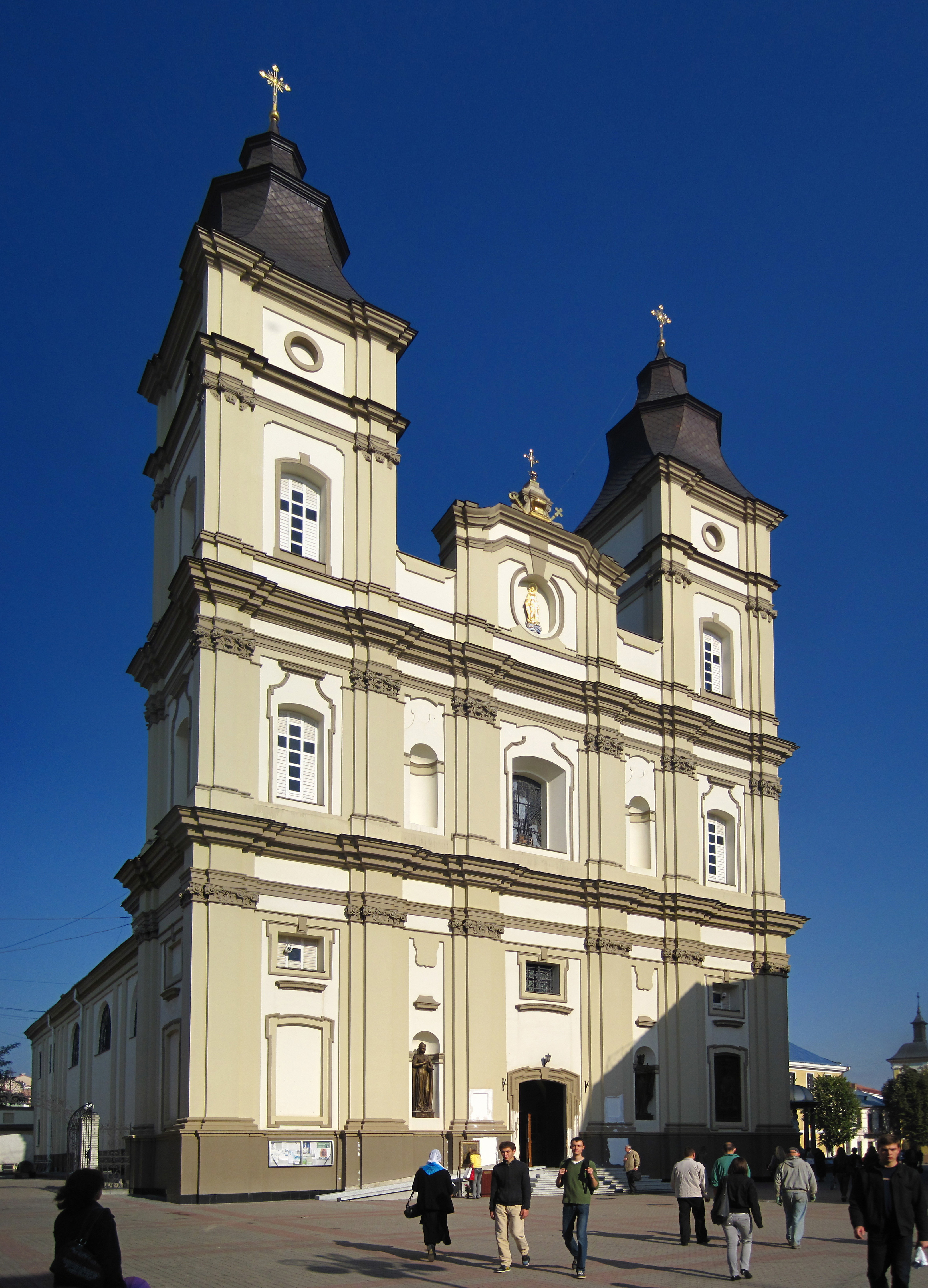
Собор Святого Воскресіння
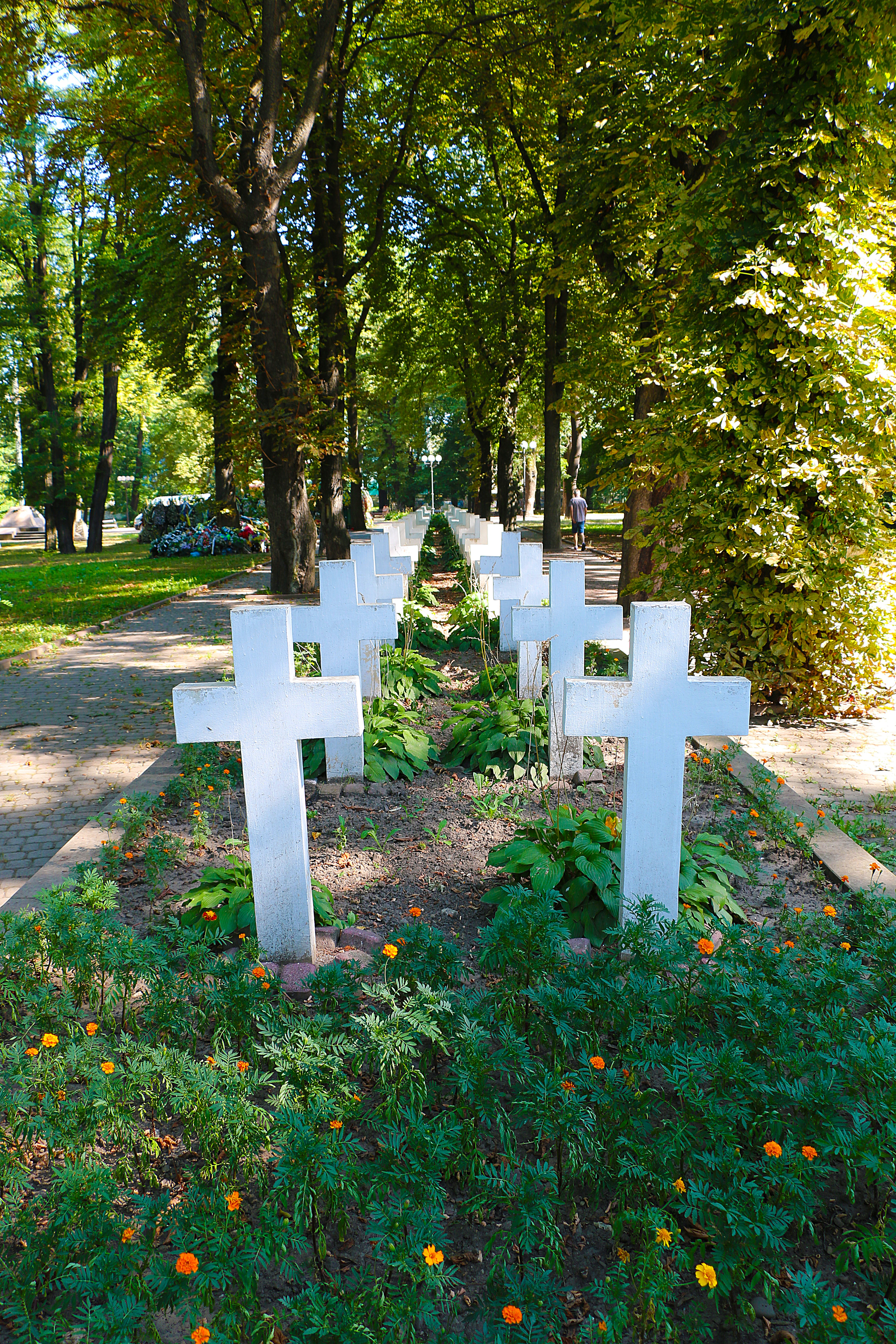
Івано-Франківський меморіальний сквер
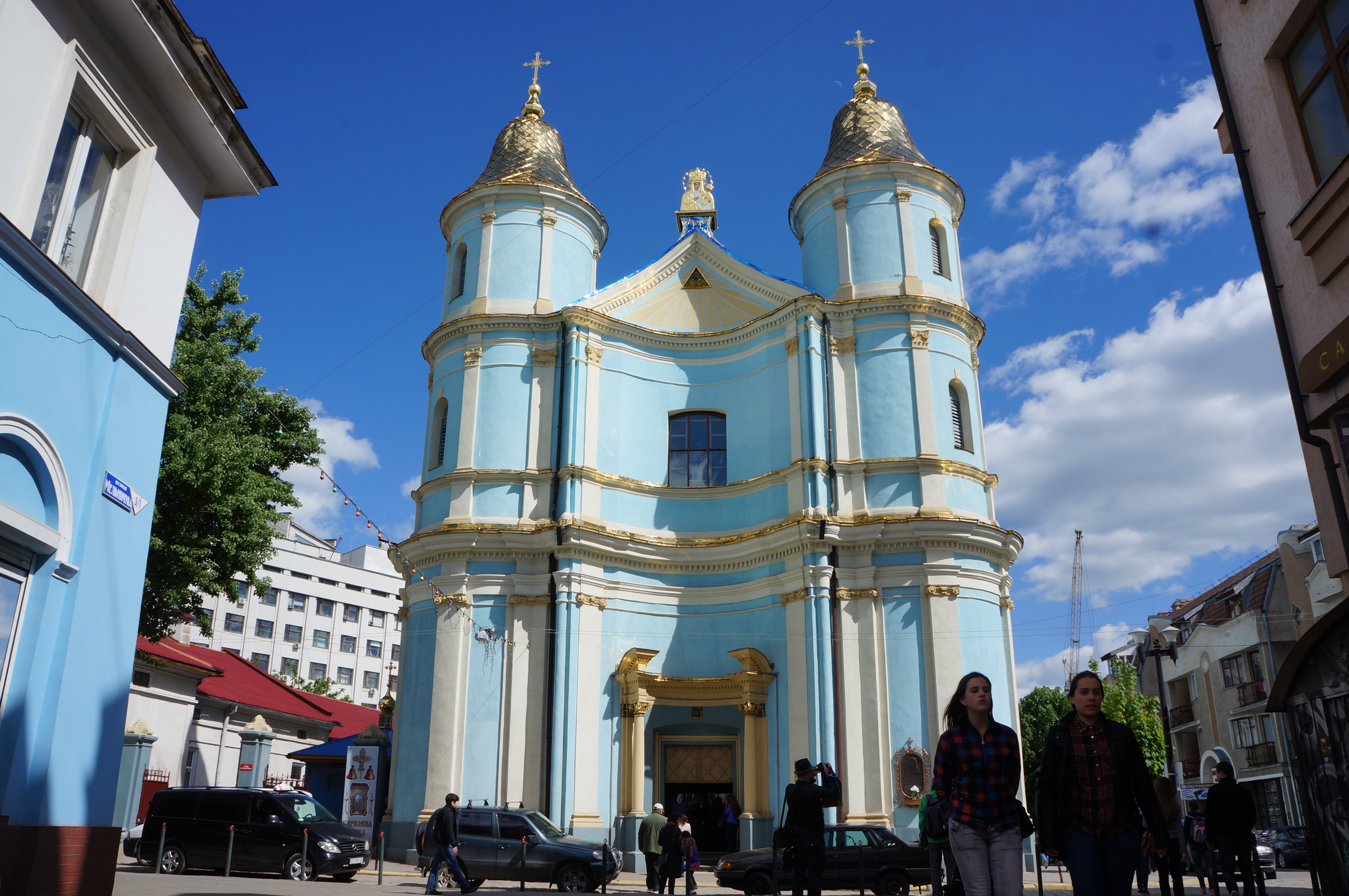
Вірменський костел
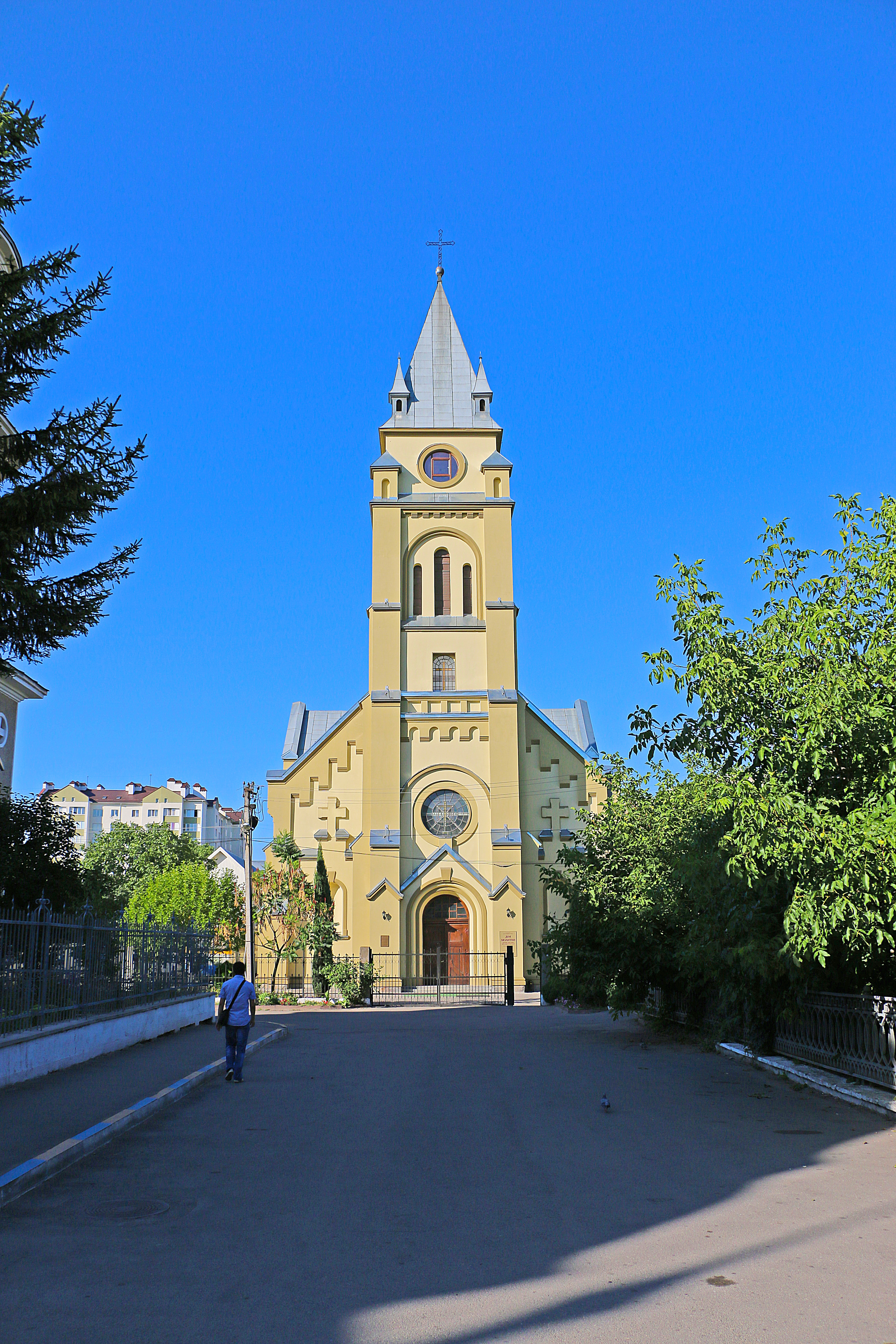
Костел Йосифа
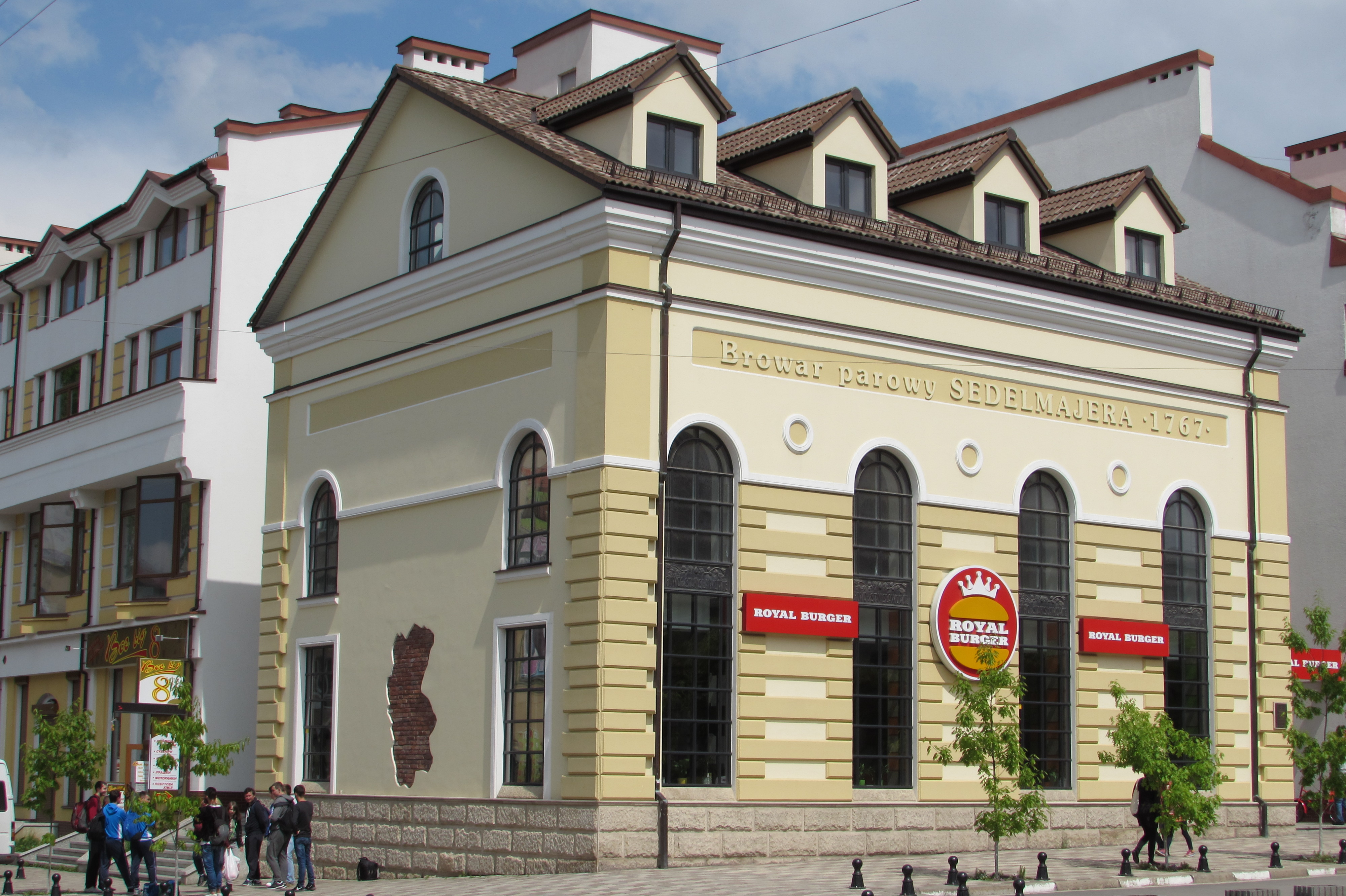
Пивоварний завод
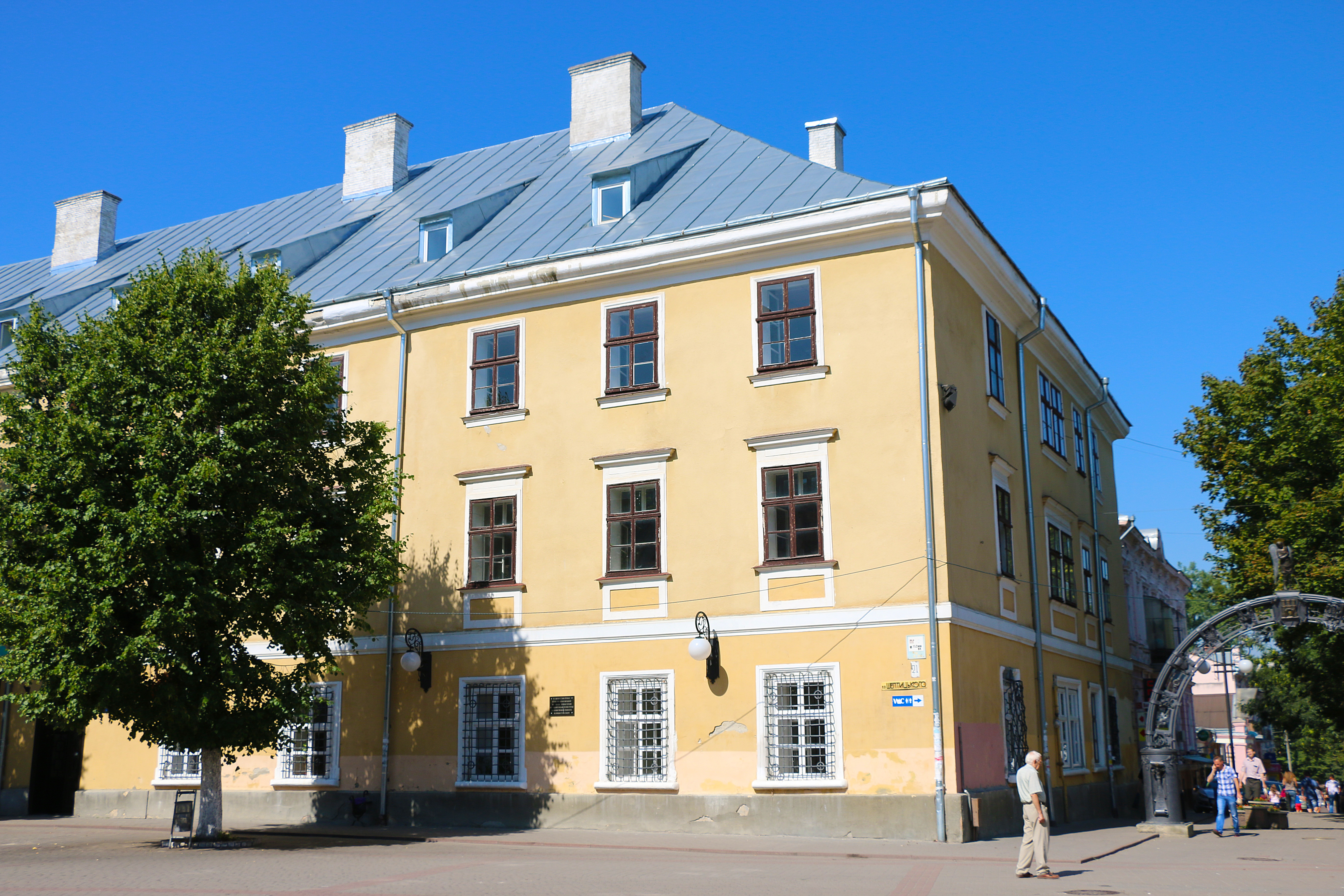
Колегія єзуїтів

#### Втрачені пам'ятки
- Дерев'яна церква 1601 року (Збудована ще за часів села Заболоття. Завалилась від аварійного стану у 1815 році)[84]

- Тринітарський костел 1732 року (1783-го вийшов декрет австрійського цісаря Йосифа ІІ про ліквідацію ордену тринітаріїв. Після двох пожеж на стінах костелу з'явилися великі тріщини, тож задля безпеки після 1820 року його просто розібрали)[85]
- Костел святого Юзефа початок XVIII ст (Наприкінці того ж століття костел згорів і більше не відбудовувався)[86]
- Лютеранська Кірха 1885 року (Храм підірвали у 1971 році комуністи для спорудження пам'ятника Леніну)[87]
- Івано-Франківський спиртзавод «Княгинин» 1878 року (Проданий фондом держмайна в 2020 році будівельній компаній під знесення)[88]
- Шкірфабрика Івано-Франківська 1888 року (Знесення дозволено в 2016 році після банкрутства й простою)[89]

### Пам'ятники

Пам'ятник Адамові Міцкевичу

У сучасному Івано-Франківську встановлено низку пам'ятників — переважно українським національним діячам культури та історії, — Іванові Франку, Степанові Бандері тощо. У місті з багатими християнськими традиціями є також релігійні пам'ятники — Статуя Пресвятої Діви Марії та Монумент Ісусу Христу.
Найстаріший пам'ятник, що зберігся до наших днів — Адамові Міцкевичу (1930).
Не зберігся до наших днів — пам'ятник Грюнвальдської битви, який стояв у парку Ельжбети (встановлено у річницю 500-ліття Грюнвальдської битви — 1910).
За період незалежності України (від 1991 року) в місті було прибрано зразки радянської монументальної пропаганди, натомість в Івано-Франківську з'явився величний монумент Каменяра, чиє ім'я носить місто. Таким чином, практично всі івано-франківські пам'ятники зведені за часів незалежності.
В Івано-Франківську розташований єдиний в Україні пам'ятник зерна. 2000 року, у межах реконструкції міста на площі Ринок, було споруджено фонтан, що мав символізувати відродження життя, яке завжди перемагає смерть. Цей символ початково мав форму зерна, з якого витиналися пагони рослин. З часом металічні «пагони» зламалися й залишилася лише кам'яна частина. 2004 року монумент опинився в епіцентрі політичного скандалу. Дотепні іванофранківці оголосили його пам'ятником яйцю, яке жбурнули у Віктора Януковича, тодішнього висуванця у президенти.
23 травня 2019 року, на День героїв, в Івано-Франківську урочисто відкрили монумент легендарному головнокомандувачу УПА Роману Шухевичу. Автори монумента — Ігор Семак та Євген Шатирко.

### Вулиці Івано-Франківська
Історія створення вулиць

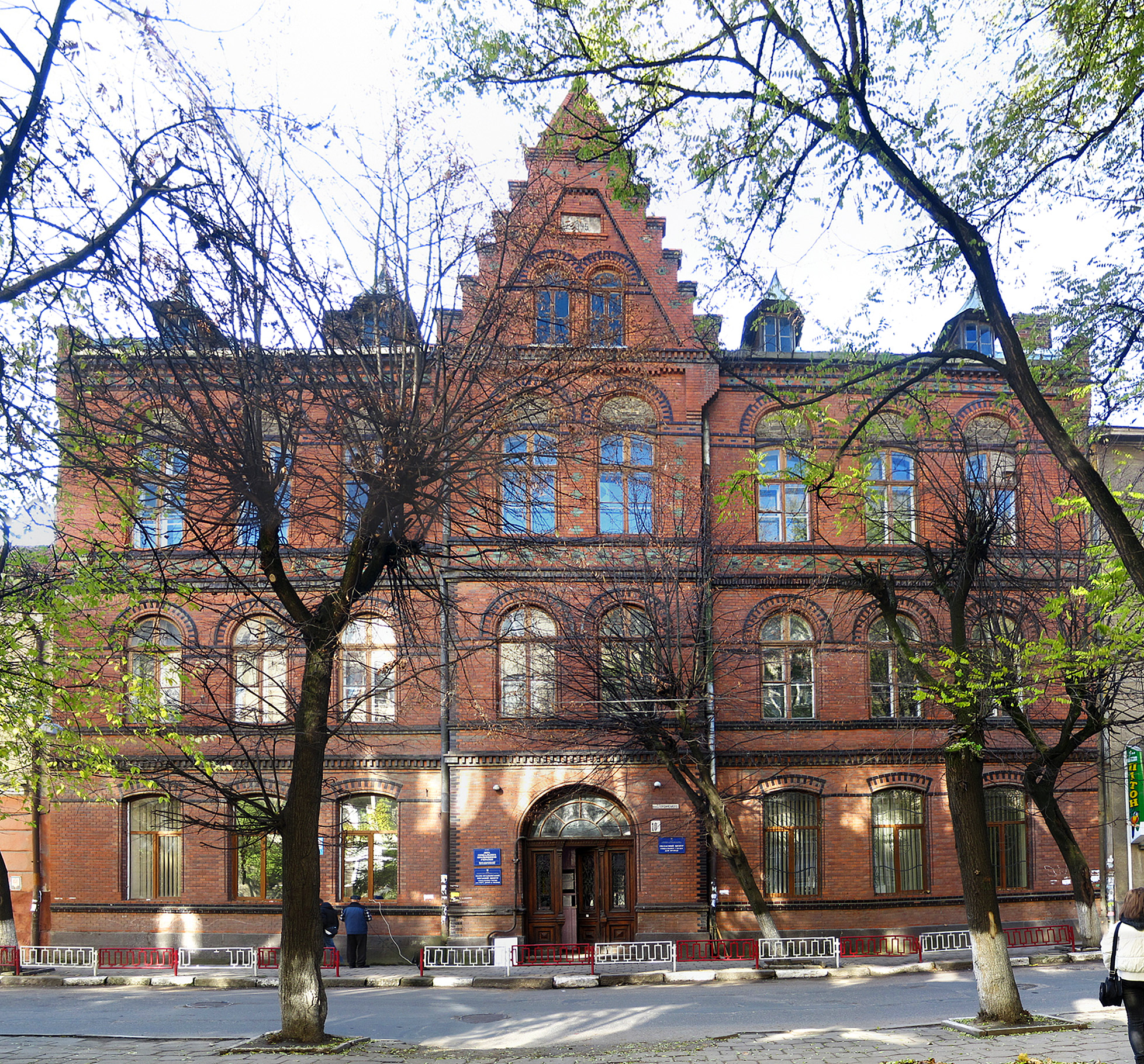
Жіноча семирічна школа, вул. С. Гординського, 10.

Фортечна стіна (мур.), пров. Фортечний

Теперішнє місто бере свій початок від Станиславської фортеці. Спочатку, у центральній укріпленій частині міста утворилася площа навколо ратуші, від якої були проходи до Галицької та Тисменецької фортечних брам. Своєю чергою, на передмістя вели під'їзні торговельні шляхи з інших населених пунктів краю, які тут поступово забудовувалися і ставали вулицями Галицькою, Заболотівською, Тисменецькою, Лисецькою (1786). Ще коли існувала фортеця, у XVIII ст. звідси були виходи на прогулянку розчищеною алеєю до так званої «звіринецької діброви» (сьогодні міський парк ім. Т. Шевченка), що є залишком Чорного лісу. Потім ця алея була обсаджена липами й у XIX ст. стала називатися Липовою вулицею. Паралельно, з південного боку фортеці з'явилась ще одна вулиця, яка вела до с. Опришівці, яка дістала назву Каліцької (пізніше офіційні назви Зосина доля, Дадугіна (з 1994 р.), Євгена Коновальця (з 1993 р.). Тут у минулому і до Першої світової війни в саморобних будках проживали каліки і жебраки. В архівних документах за 1798 р. повідомляється вперше про цісарську дорогу, яка вела від Станіслава до Лисця (теперішня вул. Гетьмана Мазепи).

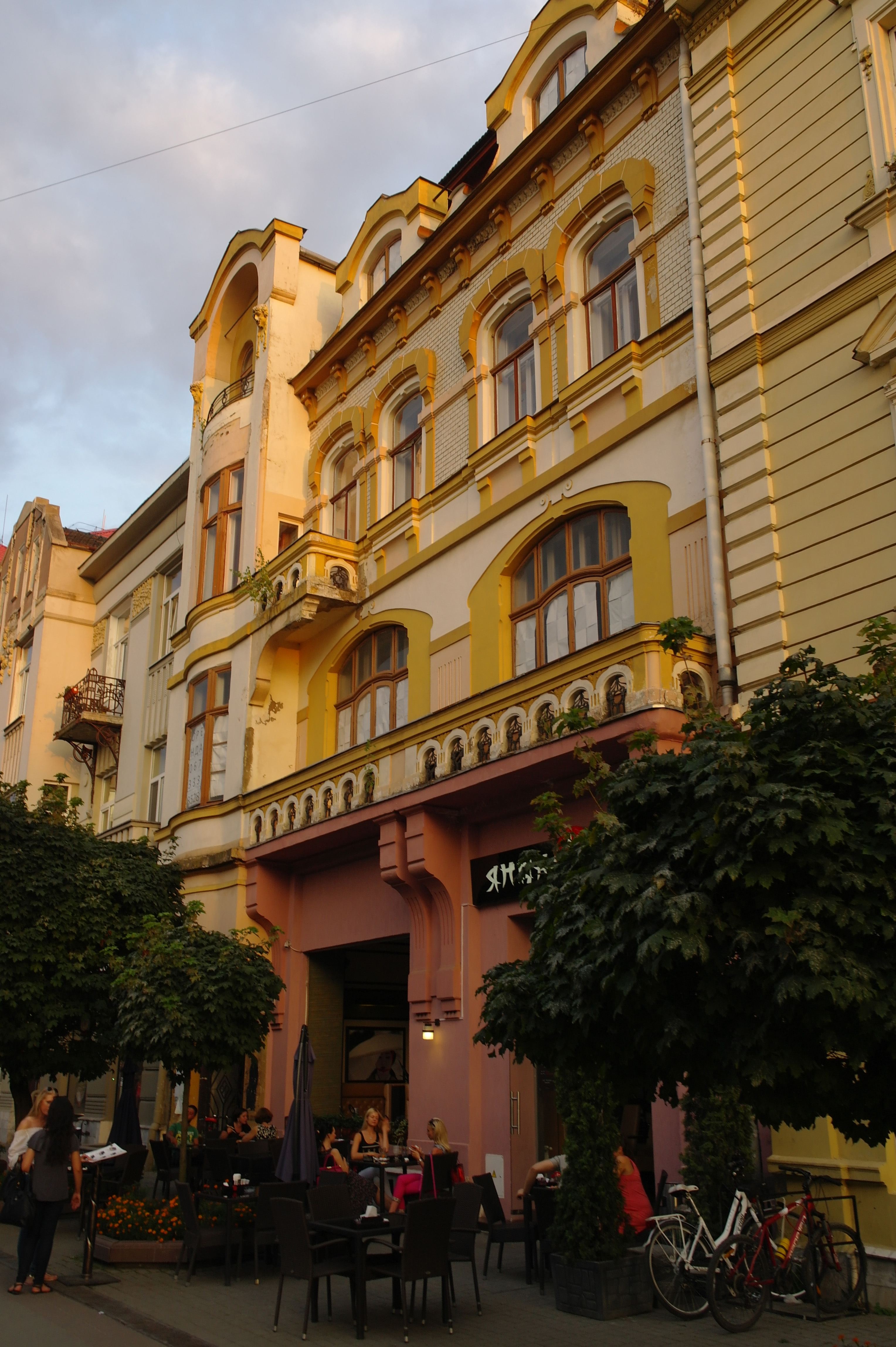
Типова архітектура будинків «старого Станиславова» (фото неподалік «стометрівки»).

Навколо фортеці, у передмістях було збудовано не один десяток фільварків, цегелень, тартаків (лісопильні), млинів. Так з'явилися вулиці Двірська (колишня Братів Майданських, сьогодні Г. Хоткевича), Млинарська, Тартакова (Ю. Фучика), Польова (Льотчиків).
На початку XIX ст. фортецю розібрали після того, як вона втратила своє військове значення, а з її каменю було встелено 24 вулиці в центрі міста. По засипаних канавах, уздовж колишнього фортечного муру, були прокладені теперішні вулиці Січових Стрільців, Дністровська, Василіянок. Але збереглися історичні мікротопонімні назви вулиць Валова, Замкова, провулок Фортечний.
У другій половині XIX ст. продовжується австрійське панування, але промисловий розвиток міста вже як окружного центру Галичини, особливо після прокладання з 1866 р. залізниці зі Львова, сприяв розширенню мережі вулиць, зокрема на північ і захід від центру.
Магістрат міста назвав 1910 року вулицю, яка з'єднувала вокзал із центром, Грюнвальдською — на честь 500-річчя Грюнвальдської битви.
Інтенсивніше найменування вулиць спостерігається з 1921 року, коли Станіслав у період окупації Галичини поміщицькою Польщею став воєводським (обласним) центром. У 1930-х роках вже були опубліковані перші карти-схеми вулиць міста, де позначені (в основному польські) майже 150 назв.
Під час німецької окупації було перейменовано кілька центральних вулиць:
- Грюнвальдську на Губернаторську;
- Сапіжинського — на Гітлерштрасе (після війни — Радянська, сьогодні — Незалежності);
- Голуховського — на Ґерінґштрасе (після війни вул. Пушкіна, сьогодні — вул. Чорновола) і т. д.

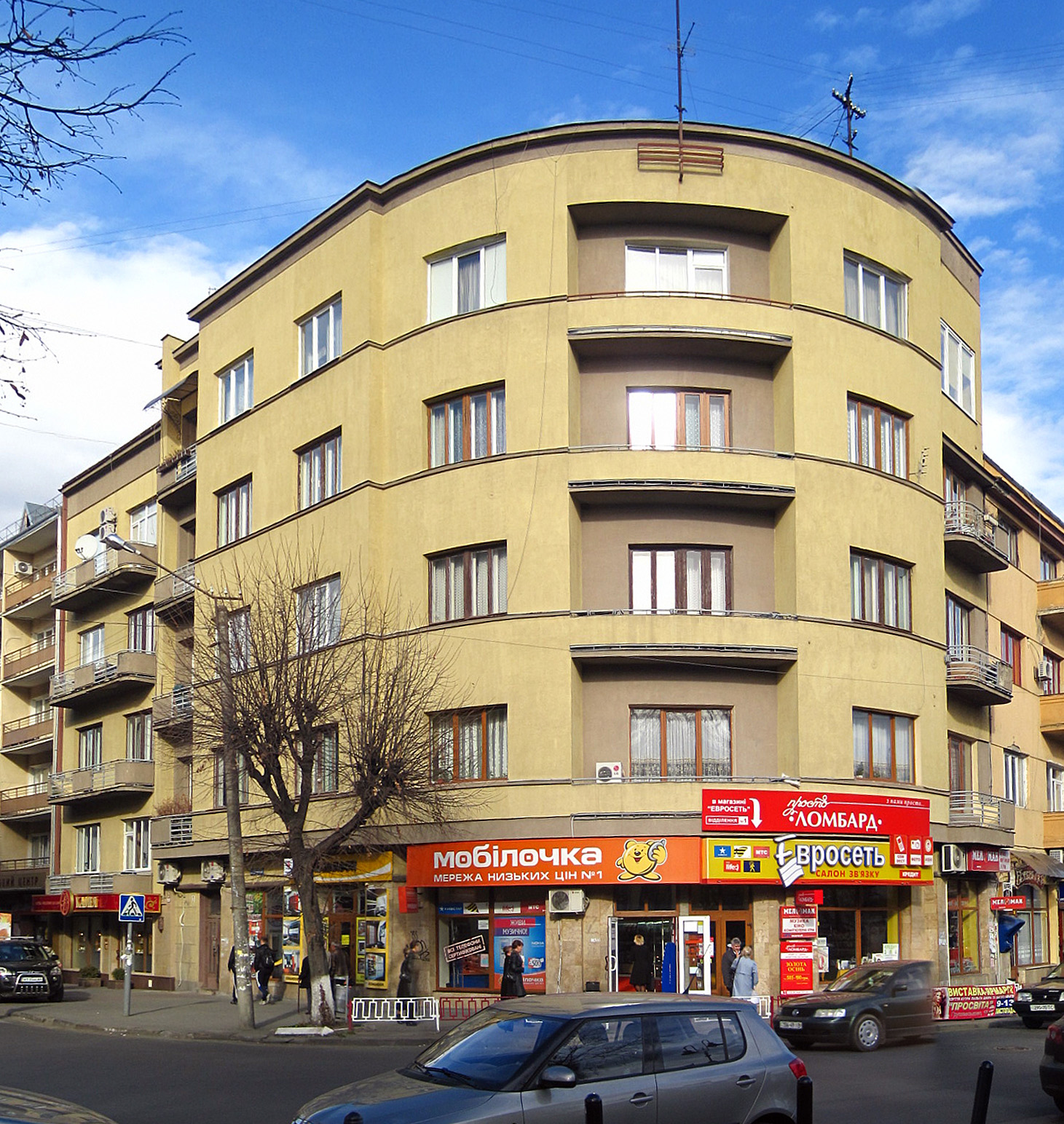
Конструктивістський житловий будинок на вул. Бельведерська, 2.

В післявоєнний період місцева радянська влада польські й німецькі назви вулиць скасувала, але поступово поряд з українськими почали інтенсивно під натиском комуністичної ідеології насаджуватися російські й радянські назви вулиць. Світова ж практика засвідчує, що найменування і перейменування — об'єктивний історичний процес, який має певні закономірності. І будь-яка влада повинна враховувати, що топонім і мікротопонім (у назвах вулиць) — категорія мононаціональна, історична і географічна. Нарешті в цивілізованому світі топоніми також вважаються культурними надбаннями, тому оберігаються як історичні пам'ятки.
Наразі в місті з приміськими селами нараховується близько 500 вулиць, у тому числі третина провулків, 8 площ, 1 бульвар і 1 набережна. Про їх сумарну протяжність у кілометрах важко сказати, бо ніхто не підраховував, але відомо, що найдовшою (понад 5 км) є вулиця Євгена Коновальця.
Найвужчою в місті є вул. Тринітарська (за «совітів» Колгоспна), яка у свій час була розрахована на проїзд брички, і то в одну сторону. Кількість вулиць у післявоєнні роки значно зросла внаслідок розширення і розбудови міста як на незайнятих площах, так і внаслідок приєднання приміських сіл, зокрема 1958 року — с. Пасічна, в 1962 р. — с. Опришівці, а у 1980-х роках — сіл Крихівці, Хриплин, Угорники, Вовчинець, за рахунок яких додалося понад 100 вулиць.
За підрахунками історика-краєзнавця Петра Арсенича, 1994 р. 115 вулиць Івано-Франківська носила назви російських, 75 — українських і 15 західноєвропейських діячів. Тепер ця інформація суттєво застаріла.

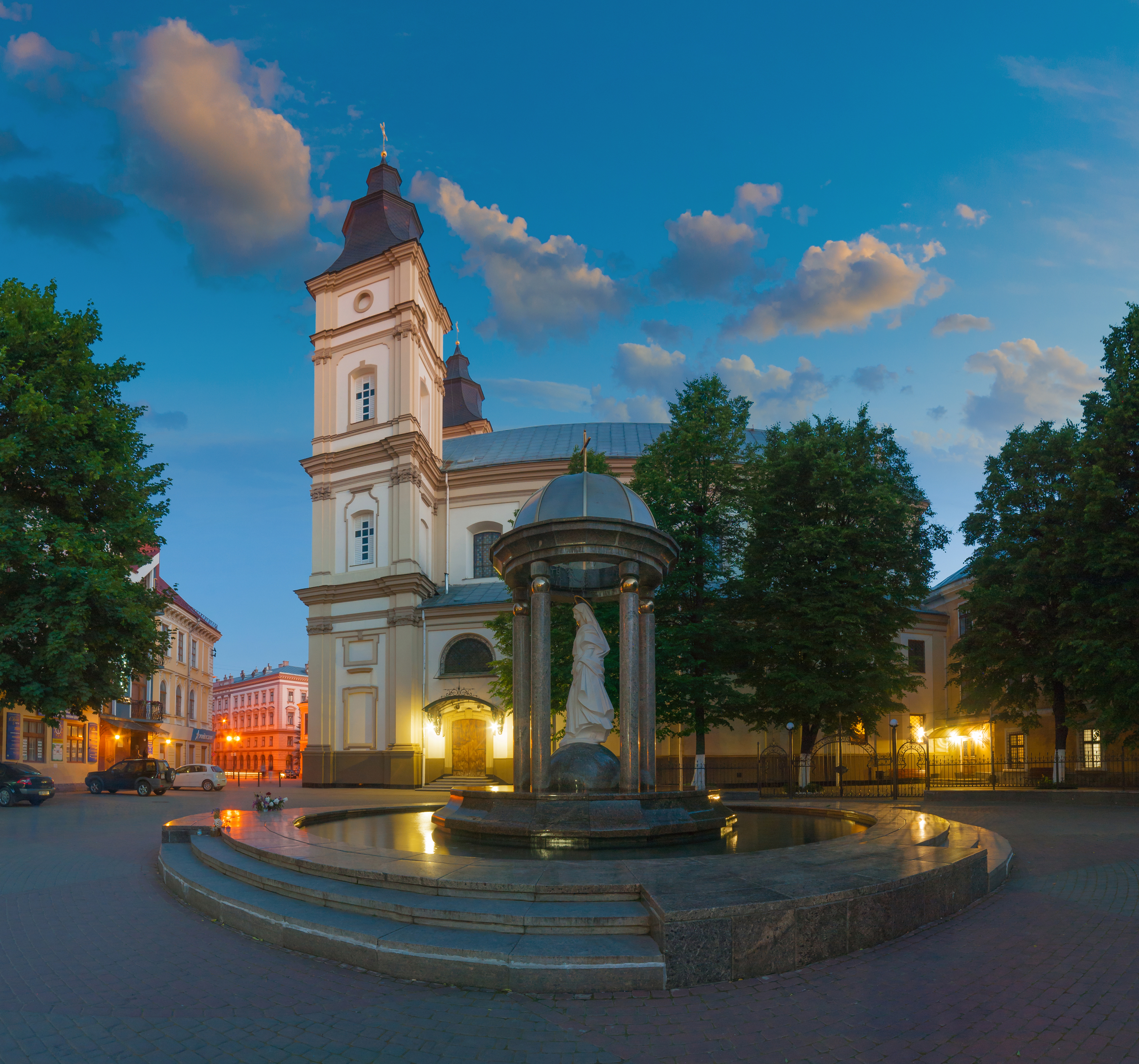
Фонтан зі Статуєю Пресвятої Діви Марії, Майдан Шептицького.

Понад 50 вулиць були названі іменами учасників німецько-радянської війни, а 30 — революційного руху та громадянської війни, партійно-радянських діячів, які не мали жодного відношення як до історії міста, так і краю.
Тому міський виконком спільно з депутатською комісією із залученням громадськості прийняли декілька рішень про перейменування вулиць. Таким чином, вже станом на 1996 рік було замінено 84 старих назв.
Виділяють мікрорайони: Арсенал, Бам, Брати, Гірка, Калинова слобода, Каскад, Майзлі, Опришівці, Пасічна, Позитрон, Рінь, Софіївка, Долина. Центральна частина міста повністю пішохідна.

### Фонтани
У місті діють такі фонтани:
- Фонтан на площі біля готелю «Надія», (вул. Незалежності)
- Фонтан у вигляді зерна, (пл. Ринок)
- Фонтан на Вічевому майдані
- Фонтани на «стометрівці», (вул. Незалежності)
- Фонтан зі Статуєю Пресвятої Діви Марії, (Майдан Шептицького)

## Природно-заповідний фонд

### Основні об'єкти
- Гінкго дволопатеве
- Дуб віковий
- Дуб звичайний (вул. Гнатюка)
- Дуб звичайний (вул. Матейки)
- Парк імені Тараса Шевченка

## Кулінарія
Нині важко уявити меню пересічного франківського кафе без чанахів. Здається, їх готували тут завжди, адже у Франківську смачну страву у глечиках без проблем можна було скуштувати ще за часів «совка». Насправді батьківщиною чанахів, звісно, є Грузія, але саме в нашому місті вони отримали «друге дихання», завоювали популярність та поширились на весь західноукраїнський регіон.
Кулінарним брендом міста є мармуляда, чи то пак повидло. Із нею пов'язано багато легенд та байок. Наприклад, наприкінці XVII століття один юнак зварив таку смачну гарбузову мармуляду, що підкорив серце заможної красуні, на якій потім одружився. А у вересні 1868 року така собі Хана Двойра Вермут смажила у себе на подвір'ї сливову мармуляду і… спалила половину міста. Журналісти нарекли ту пожежу «мармулядовою».
Також місто має давні «тортові» традиції. Найдавніший відомий рецепт «суто міського торта» походить ще з 1930-их років. Його автором є Адольфіна Макогон — мати відомої письменниці Ірини Вільде. Її коронною випічкою був «Станиславівський горіховий торт». У радянський час солодким символом міста став торт «Перлина». Кілька років тому місцевий хлібокомбінат почав випікати торт «Станиславів». Він швидко здобув популярність серед містян і туристів.

## Відомі особистості

### Народилися

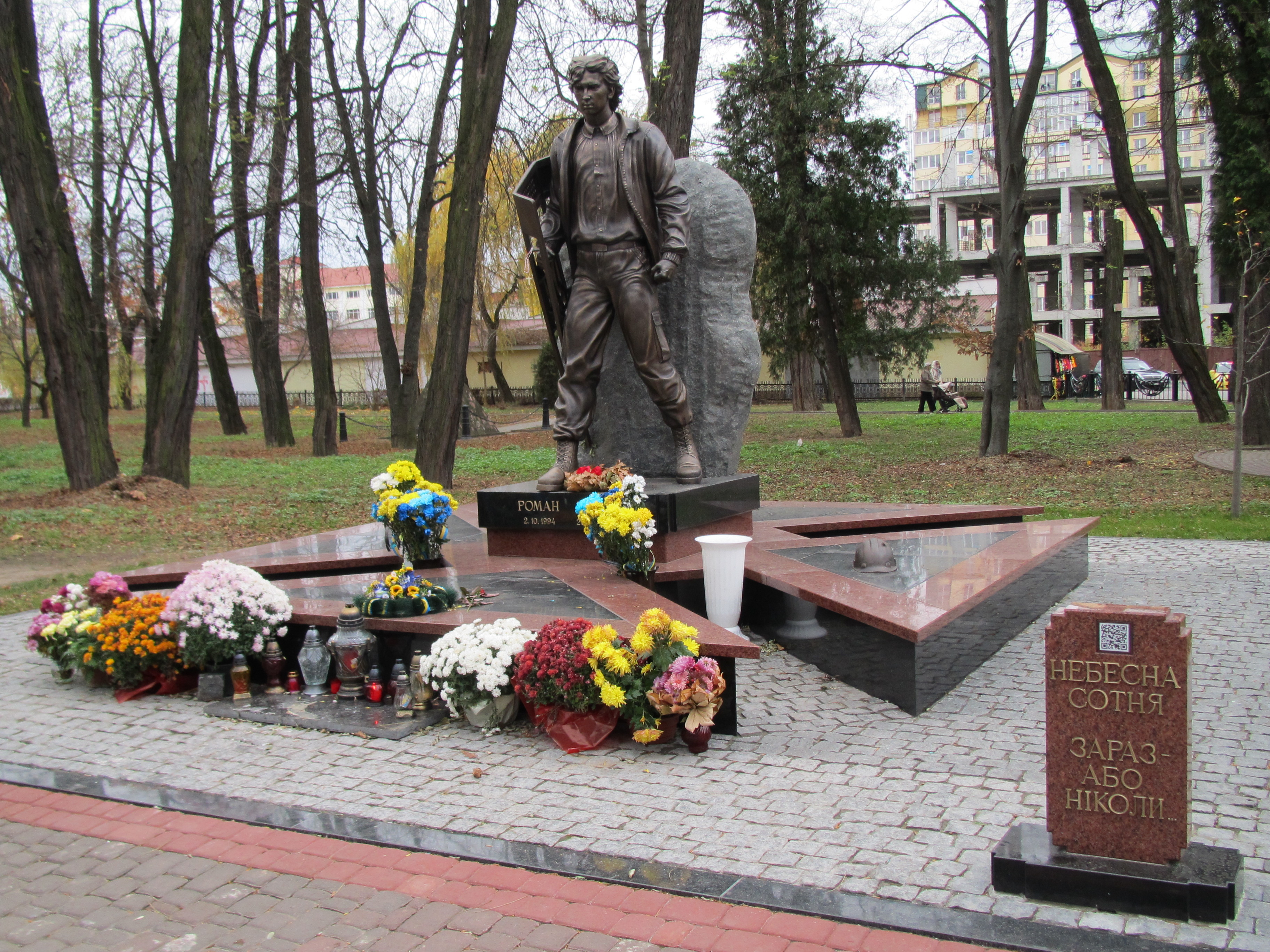
Пам'ятник Романові Гурику в Меморіальному сквері

- Галина Авдоніна-Шпергль (нар. 1950) — українська художниця декоративно-ужиткового мистецтва.
- Світлана Алексієвич (нар. 1948) — білоруська письменниця та журналістка, лауреатка Нобелівської премії з літератури.
- Садок Баронч — історик, фольклорист, архівіст, вірменин за національністю.
- Артур Бернс (1904—1987) — американський економіст, посол США до ФРН (1981—1985).
- Галина Баранкевич — українська акторка, співачка, заслужена артистка України (2014)
- Борис Франц — сотник Армії УНР.
- Ростислав Валіхновський — український пластичний хірург.
- Сергій Василюк (нар. 1974) — український хірург, професор
- Василь Величковський (1903—1973) — релігійний діяч, новомученик та єпископ УГКЦ, редемпторист.
- Юрій Винничук — український журналіст, письменник, редактор, мовознавець.
- Василь Вірастюк (нар. 1974) — український стронґмен, володар титулу «Найсильніша людина світу» (2004).
- Ірма Вітовська — українська акторка театру та кіно, продюсерка, громадська діячка.
- Ганущак Руслан (1970—2025) — український воєнний фотограф, оператор, документаліст, військовий репортер та військовослужбовець.
- Стефан Грабець — польський мовознавець.
- Ярослав Гузар (1897—1963) — український громадський діяч, батько Любомира Гузара.
- Роман Гурик — Герой України — учасник Євромайдану.
- Ярослав Ґерус (1910—1968) — український письменник, журналіст.
- Володимир Єшкілєв — письменник, есеїст, кінодраматург, сценарист.
- Маріан Жураківський — діяч ОУН, учасник нападу на пошту в Городку;
- Наталія Казюк (* 2006) — українська фристайлістка. Бронзова призерка міжнародних змагань.
- Ярослав Карпинець — визначний діяч ОУН, учасник Варшавського процесу;
- Олександра Кисілевська-Косик (нар. 1928) — літературознавиця, авторка підручників із методики викладання української літератури.
- Клодніцький Михайло Михайлович (1990—2023) — молодший сержант Збройних сил України, учасник російсько-української війни.
- Любов Коленська (1923) — українська прозаїкиня, журналістка. Членкиня Об'єднання українських письменників «Слово», Міжнародного ПЕН-клубу, Спілки письменників України.
- Орест-Василь Кузів (нар. 1997) — український художник.
- Наталія Дзеньків, українська композиторка і співачка.
- Степан Ленкавський — політичний діяч, публіцист, один з ідеологів Організації українських націоналістів
- Віталій Лінецький — український актор театру і кіно, Заслужений артист України
- Лугарєв Назарій Олексійович (1990—2022) — головний сержант Збройних сил України, учасник російсько-української війни.
- Олександра Любич-Парахоняк — українська оперна співачка, акторка.
- блаженна Колюмба Ґабріель — засновниця Згромадження бенедиктинок[99].
- Ян Лям (1838—1886) — польський письменник-сатирик німецького походження, журналіст та педагог
- Віктор Ментус — (1982—2014) прапорщик Збройних сил України, учасник російсько-української війни.
- Микола Островський (нар. 1973) — український лікар, пульмонолог, професор
- Едуард Рот — повний кавалер ордена Слави
- Олександр Семчук — український скрипаль-віртуоз, педагог, професор, Заслужений артист України
- Станіслав Сосабовський (1892—1967) — польський генерал у Другій світовій війні
- Володимир Стефанишин — сотник Армії УНР.
- Мордехай Суркіс — член Кнесету.
- Макс Шур ― відомий німецький психолог та близький друг Зиґмунда Фройда.

### Пов'язані з містом

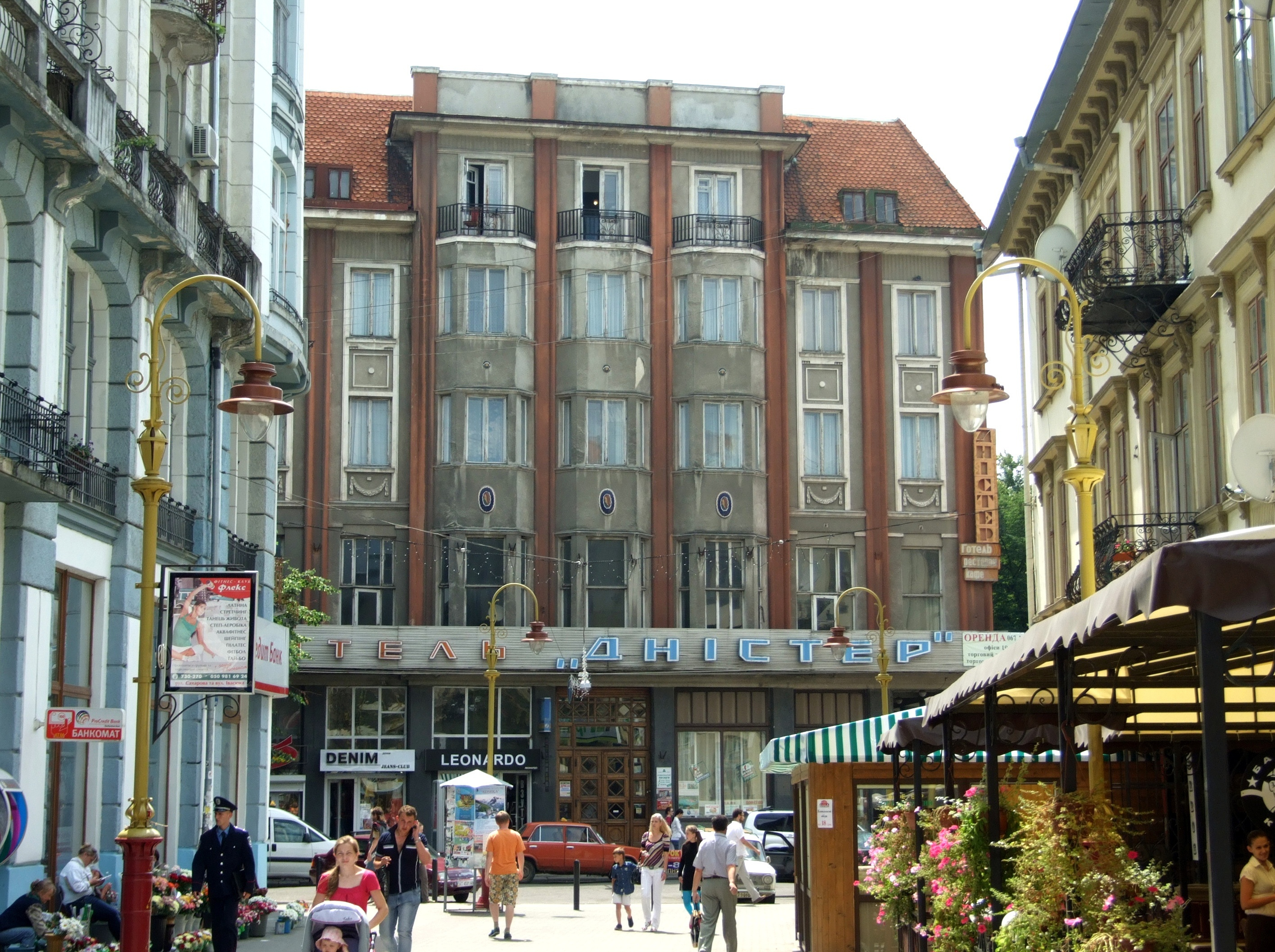
Готель «Дністер». Будинок, у якому 1919 року розташовувалося видавництво «Бистриця» і проживав Я. Грушкевич, а також Українська Національна Рада ЗУНР та УНР, схвалила Акт Злуки ЗУНР та УНР.

- Василь Акімов — хірург, професор, завідувач кафедри факультетської хірургії Івано-Франківського медичного інституту (1950—1953 рр.)
- Лев Бачинський
- Іван Вагилевич
- Михайло Василюк (1936—2013) — український хірург, професор
- Ганна Герцик — дружина гетьмана Пилипа Орлика
- Володимир Гнатюк
- Михайло Губчак
- Євген Желехівський
- Василь Ільницький — письменник і педагог
- Микола Корпан — український кріохірург, професор
- Микола Лепкий
- Арсен Мартинюк — хірург, професор
- Антін Могильницький
- Володимир Небір
- Гнат Павлюх
- Василь Притула — хірург, професор
- Денис Січинський
- Микола Сабат
- Уляна Скальська
- Станіслав Теодорович

### Парламентські посли від міста
- Олекса Королюк — селянин із Побережжя (тепер Тисменицький район, Івано-Франківщина), посол на Галицький сейм у 1861—1869 роках, обраний в окрузі Станиславів — Галич на виборах 1861 і 1867 років[100].
- Отець Михайло Козанович — парох (УГКЦ) села Вільшаниця, посол Галицького сейму 3-го скликання[101].
- Іван Добрянський — посол Галицького сейму 4-го скликання[102].

### Іван Франко

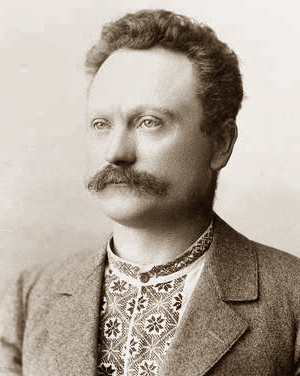
Іван Якович Франко.

Уперше Іван Франко відвідав місто 1883 року. Тут він познайомився з народною вчителькою Юзефою Дзвонковською. Вона справила на поета велике враження, він заходив до неї, як тоді називали, за «Тисменицьку рампу», де дівчина мешкала. Щирі почуття до Юзефи Франко висловив у ліричних поезіях «Не схиляй своє личко прекрасне», «Тричі мені являлася любов», «Гей, рибачко чорноока». Хвора на легені, Ю. Дзвонковська невдовзі померла. Її було поховано на міському кладовищі. Згодом Іван Франко писав, що вимріяна чорноока Йосипіна, «чуючи в собі початки сухіт, кілька рік пізніше вмерла» на посаді народної вчительки.
Дослідники встановили, що І. Франко планував купити в місті ділянку землі та заснувати рільничу спілку для свого соратника, відомого громадського діяча, письменника Михайла Павлика, який із радістю погодився на цю пропозицію. Але плани не здійснилися з ряду причин, зокрема через нерішучість Антоніни Дзвонковської, матері Юзефи. Про відносини І. Франка з Ю. Дзвонковською та його перебування у Станиславові описано в документальній повісті Романа Горака «Тричі мені являлася любов» (1983).
Влітку 1884 р. Іван Франко здійснив мандрівки Карпатами і Прикарпаттям, щоб вивчити «природи красу, люду рідного бит». Саме в Станиславові він познайомився тоді з українським лексикографом і мовознавцем Євгеном Желехівським, який за словами Каменяра, «нашої мови скарбницю здвигнув».
1884 року українська письменниця і громадська діячка демократичного напряму Наталя Кобринська заснувала в Станиславові «Общество руських женщин». Воно давало можливість безправним жінкам Галичини брати участь у громадсько-культурній роботі. Спробу першої жіночої організації оцінив І.Франко. Каменяр виступив із промовою на самих зборах «Общества руських женщин» у місті, а докладний звіт із першого в Галичині жіночого форуму опублікував під назвою «Перші загальні збори руського жіночого товариства в Станіславові». За допомогою Франка Н. Кобринська видала у місті альманах «Перший вінок» (1887). Пізніше вона підготувала також три випуски альманаху «Наша доля».
Голос Івана Франка неодноразово звучав перед українською громадою у Станиславові. 1889 року, у доповіді з нагоди річниці Т. Г. Шевченка, він високо оцінив творчість видатного поета, а 1890 року, на шевченківському концерті, за спогадами колишнього учня станиславівської гімназії, письменника Михайла Яцківа, виступив із блискучою промовою про поему «Тополя».
Містяни мали змогу бачити та слухати Іван Франка ще 1910 і 1914 року, коли він у залі «Руської бесіди» (тепер вулиця Січових Стрільців, 24) читав свою поему «Мойсей». На згадку про цю подію в 1966 р. на цьому будинку встановлено меморіальну дошку, а 1986 р. її врочисто оновлено.

### Поховані
- Євген Брородієвич — літератор, поет, перекладач, вояк Легіону УСС та УГА, брат Іванни Блажкевич[104].
- Михайло Василюк — хірург, доктор медичних наук, професор
- Євген Нейко — академік, професор-терапевт, ректор Івано-Франківського національного медичного університету

## Міста-побратими
| - Томашів-Мазовецький, Польща (2004) - Ряшів, Польща (2000) - Хшанув, Польща (2001) - Зелена Гура, Польща (2001) - Рибник, Польща (2001) - Орадя, Румунія (2003) | - Бая-Маре, Румунія (1990) - Тирговіште, Румунія (2005) - Ньїредьгаза, Угорщина (2004) - Єлгава, Латвія (2007) - Ополе, Польща (2005) - Охота (район), Польща (2006) | - Кошалін, Польща (2010) - Люблін, Польща (2009) - Свідниця, Польща (2008) - Тракай, Литва (2006) - Брага, Портуґалія (2019) | - Новосольський повіт, Польща (2010) - Пршеров, Чехія (2010) - Арлінгтон, США (2011) - Наньнін, КНР (2019) - Руставі, Грузія - Лулео, Швеція |

14 квітня 2022 року, під час повномасштабного вторгнення військ РФ до України, Івано-Франківська міська рада позбавила Брест статусу міста-побратима, який він мав з 2008 року.